# Ohsama Sentai King-Ohger
Ohsama Sentai King-Ohger (王様戦隊キングオージャー (Vương Dạng Chiến đội King-Ohger) Ōsama Sentai Kinguōjā), dịch là Chiến đội Vương dạng King-Ohger, là bộ phim truyền hình của Nhật Bản ra mắt năm 2023, đây là tác phẩm thứ 47 thuộc loạt phim Super Sentai của Công ty Toei và đồng thời cũng là phần phim thứ tư được sản xuất trong Thời kỳ Reiwa-Lệnh Hòa. Bộ phim là phần phim đầu tiên của loạt phim có chiến đội sử dụng motif chính là côn trùng và sẽ được phát sóng tại Hàn Quốc vào khoảng tháng 3 năm 2024 với tên gọi Power Rangers Kingdom Force.

Áp phích chính thức của phim

Phim được phát sóng lần đầu vào ngày 5 tháng 3, 2023, nối tiếp với tập cuối cùng của Avataro Sentai Donbrothers và được chiếu song song với Kamen Rider Geats và Kamen Rider Gotchard trong Super Hero Time trên kênh TV Asahi. Trong khi đó, mecha của King-Ohger đã xuất hiện trong tập 45 của Donbrothers. Đặc biệt, tập 32 và 33 của bộ phim có sự xuất hiện của Zyuden Sentai Kyoryuger. Tên ngắn của chiến đội - "King-Ohger" - kết hợp từ "King" trong tiếng Anh và từ "Oh" (王/Vương) trong tiếng Nhật. Vì vậy bộ phim bị cộng đồng mạng dịch nhầm thành "Chiến đội Đế vương King-Ohger".

## Cốt truyện
Năm vương quốc đang sinh sống chan hòa với nhau bất ngờ bị tấn công bởi thế lực Đế chế Ngầm Bugnarak, kẻ trở lại sau khi bị đánh bại từ 2000 năm trước đây. Để đẩy lùi kẻ xâm lược một lần nữa, những người trị vì của năm vương quốc đã quyết định đứng lên cùng nhau giải quyết những sự khác biệt của họ để hợp lực và trở thành những chiến binh King-Ohger, được trang bị sức mạnh của các Shugod, những vị thần máy móc khổng lồ kiêm hộ vệ cho lãnh thổ của họ.

## Sản xuất
Tên thương hiệu Ohsama Sentai King-Ohger được Toei đăng ký bản quyền vào ngày 21 tháng 9, 2022 và được công bố vào ngày 30 tháng 9 cùng năm.
Ngày 21 tháng 12, 2022, King-Ohger được hãng Toei chính thức thông báo. Một hội nghị thông báo sản xuất trực tuyến để giới thiệu dàn diễn viên, nhân vật và nghệ sĩ cho bài hát chủ đề của phim cũng được tổ chức vào ngày 14 tháng 2, 2023.
Là một phần trong quá trình xây dựng bộ phim, tài khoản chính thức của King-Ohger trên nền tảng Twitter đã đăng tải về các thành viên Sentai có tước vị hoàng tộc hoặc quý tộc, có thể là chính thức hoặc tự xưng như các Sentai từ phần phim trước bao gồm Geki/Tyranno Ranger từ Kyoryu Sentai Zyuranger, Takeru Shiba/Shinken Red từ Samurai Sentai Shinkenger, Riki/KingRanger từ Chouriki Sentai Ohranger, Daigo Kiryu/Kyoryu Red từ Zyuden Sentai Kyoryuger, Cetus/Zyuoh Whale từ Doubutsu Sentai Zyuohger, Lucky/Shishi Red Orion từ Uchu Sentai Kyuranger,\ và Taro Momoi/Don Momotaro từ Avataro Sentai Donbrothers, tiếp theo là các siêu anh hùng mang motif côn trùng như Ikkou Kasumi/Kabuto Raiger và Isshuu Kasumi/Kuwaga Raiger từ Ninpuu Sentai Hurricaneger, Masato Jin/Beet Buster và Beet J. Stag/Stag Buster từ Tokumei Sentai Go-Busters.

## Nhân vật

### Các chiến binh King-Ohger
Nhóm Chiến binh King-Ohger (キングオージャー Kinguōjā) bao gồm các thành viên là các quốc vương đến từ năm vương quốc. Mỗi người sẽ được trang bị một thanh kiếm Ohger Calibur (オージャカリバー Ōja Karibā), biểu tượng quyền lực với tước vị người đứng đầu vương quốc của họ và đồng thời cũng là công cụ để biến hình của các thành viên. Các chiến binh biến thân với khẩu lệnh "Ohgai Busou" (Vương Khải Vũ Trang), đây là lần đầu tiên sau 7 năm từ Zyuohger mà khẩu lệnh biến thân cơ bản không có từ "change". Mỗi thành viên được trang bị tấm khiên Kings Weapon (キングズウエポン Kinguzu Uepon) , thứ vũ khí có thể thay đổi thành những hình dạng khác nhau dựa trên phong cách chiến đấu của từng người. Ngoài ra, những chiến binh King-Ohger cũng sẽ được trang bị thêm Kings Hotline (キングズホットライン Kinguzu Hottorain), chiếc điện thoại thông minh được cất trong chiếc thắt lưng Ohger Holder (オージャホルダー Ōja Horudā). Thay vì các chiến binh Sentai tiền nhiệm là màu hồng thì King-Ohger thay thế bằng chiến binh tím. Điều này tương tự như Gekiranger có 5 thành viên.
- Gira Husty (ギラ・ハスティー Gira Hasutī?): Một đứa trẻ mồ côi muốn trở thành "Tà Ác Vương" để bảo vệ người dân của Shugoddam (シュゴッダム Shugoddamu?), vương quốc công nghiệp và được xem là vương quốc mạnh nhất trong 5 vương quốc được tạo ra bởi các Shugod, với Racules Husty là Quốc vương của Shugoddam, sau khi chứng kiến Racules thờ ơ trước sự an nguy của dân chúng khi bị Bugnarak tấn công, còn muốn lợi dụng Bugnarak để thôn tính 4 quốc gia còn lại. Sau này, thân phận thật sự của Gira được hé lộ chính là em trai của Racules, và là vương tử hợp pháp của Shugoddom. Nhưng cậu không thể chấp nhận sự tàn ác, giả tạo của Racules, cộng thêm việc Bugnarak đang đe dọa nhân loại, cậu đã cùng các vị vua đồng đội lặp lại kỳ tích 2000 năm trước, đẩy lùi Bugnarak và chính cậu cũng đánh bại anh trai mình trong nghi lễ quyết đấu để trở thành vua của Shugoddom. 2 năm sau, Gira lại phát hiện bí mật động trời nữa về thân phận của mình, rằng cậu chính là “món quà” mà Vũ Trùng Vương ban tặng cho gia tộc Husty, lý giải cho khả năng bất tử và nói chuyện với Shugod của cậu. Gira là người biến hình thành Kuwagata Ohger (クワガタオージャー Kuwagata Ōjā?), bằng OhgerCalibur (オージャカリバー ŌjaKaribā) và sử dung Kings Weapon! (キングズウエポン！ Kinguzu Uepon!) ở hình thái kiếm, có phương tiện di chuyển là chiếc hoverbike King Speeder (キングスピーダー Kingu Supīdā?).[1][15][17][18] Khi sử dụng OhgerCrown (オージャクラウン ŌjaKuraun) , Kuwagata Ohger có thể biến thành  King Kuwagata Ohger (キングクワガタオージャー Kingu Kuwagata Ōjā?).
- Yanma Gast (ヤンマ・ガスト Yanma Gasuto?): Tổng trưởng của vương quốc công nghệ N'kosopa (ンコソパ?), mệnh danh là “Quốc vương trí tuệ”. Anh sinh ra ở khu ổ chuột và ngồi lên ngai vàng bằng chính nỗ lực và trí tuệ của bản thân, đưa N’kosopa từ đống đổ nát sau sự kiện Cơn thịnh nộ của thần trở thành vương quốc công nghệ hàng đầu thế giới. Yanma là người bộc trực, nóng nảy, láu cá và có cái tôi rất cao, không bao giờ cúi đầu, nịnh bợ bất kỳ ai. Anh cũng là người tạo nên rất nhiều chiến tích như khôi phục hoạt động cho lâu đài Caucasus Kabuto, tạo ra hình dạng hợp thể God King-ohger hay mở khóa hình thái Lang Nha Nhất Thiểm. Anh là người biến hình thành Tombo Ohger (トンボオージャー Tonbo Ōjā?) và sử dụng Kings Weapon ở hình thái súng.[1][15][17][19]
- Hymeno Ran (ヒメノ・ラン?): “Nữ vương lộng lẫy” của Ishabana (イシャバーナ Ishabāna?), một vương quốc nổi tiếng về nghệ thuật và y học, ngoài ra cô cũng là một bác sĩ. Năm xưa trong sự kiện Cơn thịnh nộ của Thần, phụ hoàng và mẫu hậu của Hymeno bị Grodie Leucodium sát hại bằng độc tố của God Scorpion. Hymeno khi đó còn nhỏ buộc phải lên ngôi sớm, giấu đi đau thương, mất mát để dựng xây lại Ishabana trở nên hoa lệ, lộng lẫy như hiện tại. Cô luôn theo đuổi cái đẹp và sự hoàn hảo, không chấp nhận những thứ xấu xí và có cái tôi thái quá. Nhưng Hymeno rất yêu đất nước và thần dân của mình, sẵn sàng lấy thân che chở cho họ khi gặp nguy hiểm. Sau này nhờ sức mạnh từ Chứng nhận của vua, cô đã tiêu diệt được Grodie, trả thù cho cha mẹ. Cô là người biến hình thành Kamakiri Ohger (カマキリオージャー Kamakiri Ōjā?) và sử dụng Kings Weapon ở hình thái lưỡi hái.[1][15][17][20]
- Rita Kaniska (リタ・カニスカ Rita Kanisuka?): “Quốc vương kiên định” đứng đầu vương quốc băng tuyết Gokkan (ゴッカン?), đồng thời cũng là Chánh án quốc tế tối cao. Trước kia, Rita là cận thần của nữ vương Karras DeHaan. Khi xảy ra sự kiện Cơn thịnh nộ của thần, Rita khi đó mới 10 tuổi được Karras chọn làm người kế vị bằng cách truyền lại bí thuật Phong ấn Băng, dùng để trừng trị những kẻ không thể bị xét xử bằng luật pháp, rồi bà cũng dùng bí thuật này để phong ấn Grodie cùng chính bản thân mình. Rita luôn giữ thái độ trung lập, thẳng thắn trước mọi việc, và rất kiên định với phán quyết của mình. Nhưng khi trở về không gian riêng của bản thân, Rita liền biến thành con người hướng nội với nhiều suy tư, mê gấu bông và hoạt hình Moffun. Rita là người biến thành Papillon Ohger (パピヨンオージャー Papiyon Ōjā?) và sử dụng Kings Weapon ở hình thái cung.[1][15][17][21]
- Kaguragi Dybowski (カグラギ・ディボウスキ Kaguragi Dibōsuki?): “Vương thượng bội thu” của vương quốc nông nghiệp Toufu (トウフ Tōfu?), nơi được xem là “kho lương thực của Địa Cầu”. Anh là vị vua lưu manh, lươn lẹo, thảo mai, nhưng tất cả là vì lợi ích quốc gia. Anh luôn tâm niệm rằng phải làm bất cứ điều gì, thậm chí nhúng tay xuống bùn để bách tính được ấm no hạnh phúc. Kaguragi vốn xuất thân thường dân, nhưng được vị vua tiền nhiệm là nữ vương Iroki nhắm tới để truyền ngôi. Khi xảy ra sự kiện Cơn thịnh nộ của Thần, toàn bộ gạo của Toufu bị tẩm độc. Iroki phải sắm vai bạo chúa, độc chiếm gạo của dân chúng, rồi tự vẫn bằng chính thứ gạo độc đó để không làm ô uế thanh danh của Toufu. Kaguragi buộc phải trở thành vua và dựng lên câu chuyện phản loạn thành công để yên lòng bách tính. Sau này, anh gả em gái mình là Suzume sang làm vợ của Racules, thực chất để làm gián điệp. Nhưng cũng vì vậy mà anh phải cúi đầu, tỏ ra trung thành với Racules. Nhưng cũng không ít lần anh đâm sau lưng Racules để giúp nhóm King-ohger. Kaguragi là người biến thành Hachi Ohger (ハチオージャー Hachi Ōjā?) và sử dụng Kings Weapon ở hình thái vuốt.[1][15][17][22]
- Jeramie Brasieri (ジェラミー・ブラシエリ Jeramī Burashieri?): Tự xưng là “người kể truyện lỗi thời” và là quốc vương kế nhiệm của Bugnarak sau khi Nại Lạc Vương Desnarak VIII bị đánh bại. Anh là con lai giữa con người và Bugnarak, con trai của vị anh hùng King-ohger thứ 6 bị xóa tên khỏi sử sách vì đã yêu một nữ nhân Bugnarak, điều bị xem như trọng tội, khiến cả gia đình Jeramie bị cả 2 tộc người xua đuổi, phải sống trong khe sâu tại Gokkan. Để bảo vệ Jeramie, cha của anh biến Kumonoslayer thành mặt nạ phong ấn gương mặt của anh. Sau này, mẹ anh cũng hy sinh khi bảo vệ con trai trước sự truy đuổi của Bugnarak. Nhờ Chứng nhận của vua do cha truyền lại, Jeramie sở hữu năng lực bất tử, sống qua 2000 năm để ghi chép lại toàn bộ sự kiện từ khi các vương quốc được thành lập đến nay. Sau này, khi nhận ra cách kể chuyện của bản thân vô tình gán tội danh hủy diệt nhân loại cho Bugnarak, khiến họ phải chịu oan ức và đau khổ suốt hàng nghìn năm, Jeramie cùng Gira đã xin lỗi Desnarak VIII, đồng thời mong muốn Bugnarak được công nhận là quốc gia thứ 6 của Địa Cầu, với Jeramie là vua của Bugnarak với danh xưng “Quốc vương khe hẹp” và được 5 vị vua King-ohger chấp thuận. Không giống như King-Ohgers, Jeramie sử dụng con dao găm Kumonoslayer (クモノスレイター Kumonosureiyā?) kết hợp với Kumonos Key (クモノス キー Kumonosu Kī?) để biến thành Spider Kumonos (スパイダークモノス Supaidā Kumonosu?) - chiến binh màu trắng[23][24]

#### Các vị thần Shugod
Các thần Shugod (シュゴッド Shugoddo) là những vị thần máy móc khổng lồ mang hình dạng côn trùng bảo vệ cho năm vương quốc. Năm vị Shugod chính sẽ được sở hữu bởi năm chiến binh King-Ohger, bên cạnh đó còn có sự xuất hiện của các Shugod phụ để hỗ trợ cho năm Shugod chính trong chiến đấu.
- God Kuwagata (ゴッドクワガタ Goddo Kuwagata?): Shugod mang chủ đề bọ kẹp kìm của Kuwagata Ohger.[1][24]
- God Tombo (ゴッドトンボ Goddo Tonbo?): Shugod mang chủ đề chuồn chuồn của Tombo Ohger.[1][24]
- God Kamakiri (ゴッドカマキリ Goddo Kamakiri?): Shugod mang chủ đề bọ ngựa của Kamakiri Ohger.[1][24]
- God Papillon (ゴッドパピヨン Goddo Papiyon?): Shugod mang chủ đề bướm của Papillon Ohger.[1][24]
- God Hachi (ゴッドハチ Goddo Hachi?): Shugod mang chủ đề ong tò vò của Hachi Ohger.[1][24]
- God Tentou (ゴッドテントウ Goddo Tentō?): Bộ đôi Shugod mang chủ đề bọ rùa.[1][24]
- God Kumo (ゴッドクモ Goddo Kumo?): Bộ đôi Shugod mang chủ đề nhện.[1][24]
- God Ant (ゴッドアント Goddo Anto?): Một Shugod mang chủ đề kiến.[1][24]
- God Kabuto (ゴッドカブト Goddo Kabuto?): Một Shugod mang chủ đề bọ hung sừng chữ Y, có thể biến thành một vũ khí khổng lồ mang tên Kabuto Cannon (カブトキャノン Kabuto Kyanon?).[24]

#### King-Ohger
King-Ohger (キングオージャー Kinguōjā) là một người máy khổng lồ của Chiến đội King-Ohger bao gồm các vị thần Kuwagata, Tombo, Kamakiri, Papillon, Hachi, Tentou, Kumo và Ant. Xuất hiện lần đầu trong tập 45 của Avataro Sentai Donbrothers.
- Kabuto King-Ohger (カブトキングオージャー Kabuto Kinguōjā?): Một sự kết hợp giữa King-Ohger và Kabuto Cannon.[24]
- Scorpion King-Ohger
- Hopper King-Ohger
- Legend King-Ohger
- Extreme King-Ohger
- God King-Ohger

### Đồng minh
- Rcules Hasty (ラクレス・ハスティー Rakuresu Hasutī?): Nguyên Quốc vương của Shugoddam. Người sẽ biến thành chiến binh màu xám OhKugawata Ohger. Giống với Kugawata Ohger chỉ khác nhau màu sắc [17]
- Duga (ドゥーガ Dūga?): Trợ lý của Racles Hastie.
- Shiokara (シオカラ?): Trợ lý của Yanma Gust.
- Sebastian (セバスチャン Sebasuchan?): Trợ lý của Himeno Ran.
- Morfonia (モルフォーニャ Morufōnya?): Trợ lý của Rita Kaniska.
- Kogane (コガネ?) và Bun (ブーン Būn?): Những cư dân của Shugoddam.
- Akka (アッカ?), Usuba (ウスバ?) và Mayuta (マユタ?): Những cư dân của Nkosopa.

### Bugnarak
Đế quốc Trái Đất Bugnarak (地帝国バグナラク (Earth Empire Bugnarak) Jiteikoku Bagunaraku) là một đế chế tà ác luôn tìm cách chinh phạt năm vương quốc kể từ 2000 năm trước, nhưng đã bị đánh bại và trong dòng thời gian hiện tại, chúng đã trở lại cùng với một cuộc xâm lược lần thứ hai.
- Desnarak VIII (デズナラク8世 Dezunaraku Hassei?): Thủ lĩnh của Đế chế Bugnarak.
- Thủ tướng Kamejimu (宰相カメジム Saishō Kamejimu?): Tướng quân cao cấp của Đế chế Bugnarak.
- Sanagim (サナギム Sanagimu?): Lính bộ thiết kế từ loài nhộng của Đế chế Bugnarak được trang bị vũ khí là một cái thuổng.

## Tập phim
| | |                      |  |  |  |  |  |  |  |  |  |  |  |  |  |  |  |  |  |  |  |  |  |  |  |  |  |  |  |  |  |  |  |  |  |  |  |  |  |  |  |  |  |  |  |  |  |  |  |  |  |  |  |  |  |  |  |  |  |  |  |  |  |  |  |  |  |  |  |  |  |  |  |  |  |  |  |  |  |  |  |  |  |  |  |  |  |  |  |  |  |  |  |  |  |  |  |  |  |  |  |  |  |  |  |  |  |  |  |  |  |  |  |  |  |  |  |  |  |  |  |  |  |  |  |  |  |  |  |  |  |  |  |  |  |  |  |  |  |  |  |  |  |  |  |  |  |  |  |
| 01 | "Ta là Vua" "Ware wa Ō nari" (我は王なり)                                                                          | 5 tháng 3 năm 2023   |  |  |  |  |  |  |  |  |  |  |  |  |  |  |  |  |  |  |  |  |  |  |  |  |  |  |  |  |  |  |  |  |  |  |  |  |  |  |  |  |  |  |  |  |  |  |  |  |  |  |  |  |  |  |  |  |  |  |  |  |  |  |  |  |  |  |  |  |  |  |  |  |  |  |  |  |  |  |  |  |  |  |  |  |  |  |  |  |  |  |  |  |  |  |  |  |  |  |  |  |  |  |  |  |  |  |  |  |  |  |  |  |  |  |  |  |  |  |  |  |  |  |  |  |  |  |  |  |  |  |  |  |  |  |  |  |  |  |  |  |  |  |  |  |  |  |  |
| Hai thiên niên kỷ kể từ nỗ lực cuối cùng của họ, Đế chế ngầm Bugnarak trở lại với ý định chinh phục thế giới. Để chống lại cuộc xâm lược, những người cai trị của năm quốc gia vĩ đại, Shugoddam, Nkosopa, Ishabana, Gokkan và Toufu tập trung tại thủ đô của Shugoddam để thành lập một liên minh, nhưng vua của Shugoddam, Racules Husty, đã tiết lộ âm mưu chinh phục vương quốc của họ. Đối đầu với Racules vì những vi phạm của mình, một đứa trẻ mồ côi tên là Gira đã đánh cắp thanh kiếm thiêng liêng của mình và sử dụng nó để lãnh đạo các vị thần hộ mệnh của vương quốc, Shugods, trong việc đẩy lùi quân xâm lược. | |                      |  |  |  |  |  |  |  |  |  |  |  |  |  |  |  |  |  |  |  |  |  |  |  |  |  |  |  |  |  |  |  |  |  |  |  |  |  |  |  |  |  |  |  |  |  |  |  |  |  |  |  |  |  |  |  |  |  |  |  |  |  |  |  |  |  |  |  |  |  |  |  |  |  |  |  |  |  |  |  |  |  |  |  |  |  |  |  |  |  |  |  |  |  |  |  |  |  |  |  |  |  |  |  |  |  |  |  |  |  |  |  |  |  |  |  |  |  |  |  |  |  |  |  |  |  |  |  |  |  |  |  |  |  |  |  |  |  |  |  |  |  |  |  |  |  |  |  |
| 02 | "Vua vì ai?" "Taga Tame no Ō" (誰がための王)                                                                       | 12 tháng 3 năm 2023  |  |  |  |  |  |  |  |  |  |  |  |  |  |  |  |  |  |  |  |  |  |  |  |  |  |  |  |  |  |  |  |  |  |  |  |  |  |  |  |  |  |  |  |  |  |  |  |  |  |  |  |  |  |  |  |  |  |  |  |  |  |  |  |  |  |  |  |  |  |  |  |  |  |  |  |  |  |  |  |  |  |  |  |  |  |  |  |  |  |  |  |  |  |  |  |  |  |  |  |  |  |  |  |  |  |  |  |  |  |  |  |  |  |  |  |  |  |  |  |  |  |  |  |  |  |  |  |  |  |  |  |  |  |  |  |  |  |  |  |  |  |  |  |  |  |  |  |
| Vì bất chấp Racules, Gira trở thành kẻ bị truy nã bởi binh lính của Shugoddam. Tuy nhiên, chủ tịch của Nkosopa, Yanma Gast, đến để giải cứu anh ta. Đáp lại, Racules yêu cầu Yanma giao Gira cho anh ta và xin lỗi. Ngay sau đó, hoàng đế của Bugnarak, Desnarak VIII, xuất hiện và đe dọa xâm lược Nkosopa. | |                      |  |  |  |  |  |  |  |  |  |  |  |  |  |  |  |  |  |  |  |  |  |  |  |  |  |  |  |  |  |  |  |  |  |  |  |  |  |  |  |  |  |  |  |  |  |  |  |  |  |  |  |  |  |  |  |  |  |  |  |  |  |  |  |  |  |  |  |  |  |  |  |  |  |  |  |  |  |  |  |  |  |  |  |  |  |  |  |  |  |  |  |  |  |  |  |  |  |  |  |  |  |  |  |  |  |  |  |  |  |  |  |  |  |  |  |  |  |  |  |  |  |  |  |  |  |  |  |  |  |  |  |  |  |  |  |  |  |  |  |  |  |  |  |  |  |  |  |
| 03 | "Sự cống hiến ích kỷ" "Wagamama wo Sasagu" (我がままを捧ぐ)                                                        | 19 tháng 3 năm 2023  |  |  |  |  |  |  |  |  |  |  |  |  |  |  |  |  |  |  |  |  |  |  |  |  |  |  |  |  |  |  |  |  |  |  |  |  |  |  |  |  |  |  |  |  |  |  |  |  |  |  |  |  |  |  |  |  |  |  |  |  |  |  |  |  |  |  |  |  |  |  |  |  |  |  |  |  |  |  |  |  |  |  |  |  |  |  |  |  |  |  |  |  |  |  |  |  |  |  |  |  |  |  |  |  |  |  |  |  |  |  |  |  |  |  |  |  |  |  |  |  |  |  |  |  |  |  |  |  |  |  |  |  |  |  |  |  |  |  |  |  |  |  |  |  |  |  |  |
| Sau khi bảo vệ Nkosopa khỏi cuộc tấn công của Bugnarak và từ chối tuân theo yêu cầu của Shugoddam, Gira và Yanma bị bắt cóc bởi nữ hoàng của Ishabana, Hymeno Ran, người yêu cầu Gira giao nộp Thần Kuwagata cho cô ấy. Khi chứng kiến hành vi ích kỷ và đòi hỏi của cô ấy, Gira và Yanma thất vọng cho đến khi họ hiểu tại sao mọi người lại yêu mến cô ấy bất chấp điều đó giữa một cuộc tấn công khác của Bugnarak. Bộ ba không hề hay biết, Rita Kaniska, chủ quyền của Gokkan, đang theo dõi họ. | |                      |  |  |  |  |  |  |  |  |  |  |  |  |  |  |  |  |  |  |  |  |  |  |  |  |  |  |  |  |  |  |  |  |  |  |  |  |  |  |  |  |  |  |  |  |  |  |  |  |  |  |  |  |  |  |  |  |  |  |  |  |  |  |  |  |  |  |  |  |  |  |  |  |  |  |  |  |  |  |  |  |  |  |  |  |  |  |  |  |  |  |  |  |  |  |  |  |  |  |  |  |  |  |  |  |  |  |  |  |  |  |  |  |  |  |  |  |  |  |  |  |  |  |  |  |  |  |  |  |  |  |  |  |  |  |  |  |  |  |  |  |  |  |  |  |  |  |  |
| 04 | "Lối tiếp đón của Điện hạ" "Tono no Omotenashi" (二人でネバギバ!!)                                                 | 26 tháng 3 năm 2023  |  |  |  |  |  |  |  |  |  |  |  |  |  |  |  |  |  |  |  |  |  |  |  |  |  |  |  |  |  |  |  |  |  |  |  |  |  |  |  |  |  |  |  |  |  |  |  |  |  |  |  |  |  |  |  |  |  |  |  |  |  |  |  |  |  |  |  |  |  |  |  |  |  |  |  |  |  |  |  |  |  |  |  |  |  |  |  |  |  |  |  |  |  |  |  |  |  |  |  |  |  |  |  |  |  |  |  |  |  |  |  |  |  |  |  |  |  |  |  |  |  |  |  |  |  |  |  |  |  |  |  |  |  |  |  |  |  |  |  |  |  |  |  |  |  |  |  |
| Gira, Yanma và Hymeno ngạc nhiên trước sự xuất hiện của Kaguragi Dybowski, chúa tể của Toufu, cưỡi Thần Kabuto theo lệnh của Racules để bắt giữ Gira bằng mọi cách cần thiết. Trong khi đó, Racules cử Rita đến hỗ trợ bắt giữ Gira. Trước khi họ làm như vậy, Rita đã điều tra hồ sơ của Shugoddam. Đồng thời, Yanma nhớ lại công việc trước đây của mình với Racules hai năm trước. | |                      |  |  |  |  |  |  |  |  |  |  |  |  |  |  |  |  |  |  |  |  |  |  |  |  |  |  |  |  |  |  |  |  |  |  |  |  |  |  |  |  |  |  |  |  |  |  |  |  |  |  |  |  |  |  |  |  |  |  |  |  |  |  |  |  |  |  |  |  |  |  |  |  |  |  |  |  |  |  |  |  |  |  |  |  |  |  |  |  |  |  |  |  |  |  |  |  |  |  |  |  |  |  |  |  |  |  |  |  |  |  |  |  |  |  |  |  |  |  |  |  |  |  |  |  |  |  |  |  |  |  |  |  |  |  |  |  |  |  |  |  |  |  |  |  |  |  |  |
| 05 | "Vị vua của mùa đông đang tới" "Fuyu no Ō Kitaru" (冬の王来たる)                                                   | 2 tháng 4 năm 2023   |  |  |  |  |  |  |  |  |  |  |  |  |  |  |  |  |  |  |  |  |  |  |  |  |  |  |  |  |  |  |  |  |  |  |  |  |  |  |  |  |  |  |  |  |  |  |  |  |  |  |  |  |  |  |  |  |  |  |  |  |  |  |  |  |  |  |  |  |  |  |  |  |  |  |  |  |  |  |  |  |  |  |  |  |  |  |  |  |  |  |  |  |  |  |  |  |  |  |  |  |  |  |  |  |  |  |  |  |  |  |  |  |  |  |  |  |  |  |  |  |  |  |  |  |  |  |  |  |  |  |  |  |  |  |  |  |  |  |  |  |  |  |  |  |  |  |  |
| Sau khi bị Rita và Kaguragi phục kích theo lệnh của Racules, Gira bị giam giữ tại Gokkan, nơi anh ta bị xét xử vì tội phản quốc. Trong khi đó, Rita tiếp tục cuộc điều tra về quá khứ của Gira và phát hiện ra nguồn gốc thực sự của anh ta. | |                      |  |  |  |  |  |  |  |  |  |  |  |  |  |  |  |  |  |  |  |  |  |  |  |  |  |  |  |  |  |  |  |  |  |  |  |  |  |  |  |  |  |  |  |  |  |  |  |  |  |  |  |  |  |  |  |  |  |  |  |  |  |  |  |  |  |  |  |  |  |  |  |  |  |  |  |  |  |  |  |  |  |  |  |  |  |  |  |  |  |  |  |  |  |  |  |  |  |  |  |  |  |  |  |  |  |  |  |  |  |  |  |  |  |  |  |  |  |  |  |  |  |  |  |  |  |  |  |  |  |  |  |  |  |  |  |  |  |  |  |  |  |  |  |  |  |  |  |
| 06 | "Sự trở lại của Hoàng tử" "Ōji no Kikan" (王子の帰還)                                                              | 9 tháng 4 năm 2023   |  |  |  |  |  |  |  |  |  |  |  |  |  |  |  |  |  |  |  |  |  |  |  |  |  |  |  |  |  |  |  |  |  |  |  |  |  |  |  |  |  |  |  |  |  |  |  |  |  |  |  |  |  |  |  |  |  |  |  |  |  |  |  |  |  |  |  |  |  |  |  |  |  |  |  |  |  |  |  |  |  |  |  |  |  |  |  |  |  |  |  |  |  |  |  |  |  |  |  |  |  |  |  |  |  |  |  |  |  |  |  |  |  |  |  |  |  |  |  |  |  |  |  |  |  |  |  |  |  |  |  |  |  |  |  |  |  |  |  |  |  |  |  |  |  |  |  |
| Bây giờ đã biết về danh tính của mình, Gira quay trở lại Shugoddam với kế hoạch lật đổ anh trai mình là Racules, nhưng anh và các vị vua khác bị bất ngờ bởi Bugnarak, kẻ đã chiếm hữu Thần Bọ cạp, một trong những kho báu linh thiêng, và đe dọa năm vương quốc với số lượng lớn bom chôn bên dưới chúng. | |                      |  |  |  |  |  |  |  |  |  |  |  |  |  |  |  |  |  |  |  |  |  |  |  |  |  |  |  |  |  |  |  |  |  |  |  |  |  |  |  |  |  |  |  |  |  |  |  |  |  |  |  |  |  |  |  |  |  |  |  |  |  |  |  |  |  |  |  |  |  |  |  |  |  |  |  |  |  |  |  |  |  |  |  |  |  |  |  |  |  |  |  |  |  |  |  |  |  |  |  |  |  |  |  |  |  |  |  |  |  |  |  |  |  |  |  |  |  |  |  |  |  |  |  |  |  |  |  |  |  |  |  |  |  |  |  |  |  |  |  |  |  |  |  |  |  |  |  |
| 07 | "Cơn thịnh nộ của Chúa" "Kami no Ikari" (神の怒り)                                                                 | 16 tháng 4 năm 2023  |  |  |  |  |  |  |  |  |  |  |  |  |  |  |  |  |  |  |  |  |  |  |  |  |  |  |  |  |  |  |  |  |  |  |  |  |  |  |  |  |  |  |  |  |  |  |  |  |  |  |  |  |  |  |  |  |  |  |  |  |  |  |  |  |  |  |  |  |  |  |  |  |  |  |  |  |  |  |  |  |  |  |  |  |  |  |  |  |  |  |  |  |  |  |  |  |  |  |  |  |  |  |  |  |  |  |  |  |  |  |  |  |  |  |  |  |  |  |  |  |  |  |  |  |  |  |  |  |  |  |  |  |  |  |  |  |  |  |  |  |  |  |  |  |  |  |  |
| King-Ohger ngừng hoạt động sau khi bị Thần Bọ cạp tấn công. Khi Hymeno và Yanma làm việc để sửa chữa các Shugods, Bugnarak lợi dụng tình hình bằng cách phát động một cuộc tấn công khác. Trong khi đó, cô nhớ lại sự kiện "Sự phẫn nộ của Chúa", trong đó một sát thủ bí ẩn điều khiển Shugod ve sầu xanh đã ám sát cha mẹ cô mười lăm năm trước. | |                      |  |  |  |  |  |  |  |  |  |  |  |  |  |  |  |  |  |  |  |  |  |  |  |  |  |  |  |  |  |  |  |  |  |  |  |  |  |  |  |  |  |  |  |  |  |  |  |  |  |  |  |  |  |  |  |  |  |  |  |  |  |  |  |  |  |  |  |  |  |  |  |  |  |  |  |  |  |  |  |  |  |  |  |  |  |  |  |  |  |  |  |  |  |  |  |  |  |  |  |  |  |  |  |  |  |  |  |  |  |  |  |  |  |  |  |  |  |  |  |  |  |  |  |  |  |  |  |  |  |  |  |  |  |  |  |  |  |  |  |  |  |  |  |  |  |  |  |
| 08 | "Thử thách Huyết đấu giữa Vua và Hoàng tử" "Ō to Ōji no Kettō Saiban" (王と王子の決闘裁判)                         | 23 tháng 4 năm 2023  |  |  |  |  |  |  |  |  |  |  |  |  |  |  |  |  |  |  |  |  |  |  |  |  |  |  |  |  |  |  |  |  |  |  |  |  |  |  |  |  |  |  |  |  |  |  |  |  |  |  |  |  |  |  |  |  |  |  |  |  |  |  |  |  |  |  |  |  |  |  |  |  |  |  |  |  |  |  |  |  |  |  |  |  |  |  |  |  |  |  |  |  |  |  |  |  |  |  |  |  |  |  |  |  |  |  |  |  |  |  |  |  |  |  |  |  |  |  |  |  |  |  |  |  |  |  |  |  |  |  |  |  |  |  |  |  |  |  |  |  |  |  |  |  |  |  |  |
| Bị các quốc vương khác theo dõi, Gira và Racules quyết định giải quyết tình địch của họ bằng một trận quyết đấu sinh tử. | |                      |  |  |  |  |  |  |  |  |  |  |  |  |  |  |  |  |  |  |  |  |  |  |  |  |  |  |  |  |  |  |  |  |  |  |  |  |  |  |  |  |  |  |  |  |  |  |  |  |  |  |  |  |  |  |  |  |  |  |  |  |  |  |  |  |  |  |  |  |  |  |  |  |  |  |  |  |  |  |  |  |  |  |  |  |  |  |  |  |  |  |  |  |  |  |  |  |  |  |  |  |  |  |  |  |  |  |  |  |  |  |  |  |  |  |  |  |  |  |  |  |  |  |  |  |  |  |  |  |  |  |  |  |  |  |  |  |  |  |  |  |  |  |  |  |  |  |  |
| 09 | "Gira đào tẩu" "Gira Tōsōchū" (ギラ逃走中)                                                                         | 30 tháng 4 năm 2023  |  |  |  |  |  |  |  |  |  |  |  |  |  |  |  |  |  |  |  |  |  |  |  |  |  |  |  |  |  |  |  |  |  |  |  |  |  |  |  |  |  |  |  |  |  |  |  |  |  |  |  |  |  |  |  |  |  |  |  |  |  |  |  |  |  |  |  |  |  |  |  |  |  |  |  |  |  |  |  |  |  |  |  |  |  |  |  |  |  |  |  |  |  |  |  |  |  |  |  |  |  |  |  |  |  |  |  |  |  |  |  |  |  |  |  |  |  |  |  |  |  |  |  |  |  |  |  |  |  |  |  |  |  |  |  |  |  |  |  |  |  |  |  |  |  |  |  |
| Gira bị Racules đánh bại, nhưng anh ta được cứu bởi bốn vị vua khác, những người có ý định sử dụng khả năng của mình để kiểm soát King-Ohger. Tuy nhiên, không ai trong số họ tin tưởng lẫn nhau, điều này bắt đầu tranh chấp xem ai sẽ giành quyền nuôi Gira. Trong khi đó, Desnarak VIII nắm quyền chủ động và đích thân đối đầu với bốn vị vua. | |                      |  |  |  |  |  |  |  |  |  |  |  |  |  |  |  |  |  |  |  |  |  |  |  |  |  |  |  |  |  |  |  |  |  |  |  |  |  |  |  |  |  |  |  |  |  |  |  |  |  |  |  |  |  |  |  |  |  |  |  |  |  |  |  |  |  |  |  |  |  |  |  |  |  |  |  |  |  |  |  |  |  |  |  |  |  |  |  |  |  |  |  |  |  |  |  |  |  |  |  |  |  |  |  |  |  |  |  |  |  |  |  |  |  |  |  |  |  |  |  |  |  |  |  |  |  |  |  |  |  |  |  |  |  |  |  |  |  |  |  |  |  |  |  |  |  |  |  |
| 10 | "Thủ Hộ thần huyền thoại" "Densetsu no Shugoshin" (伝説の守護神)                                                   | 7 tháng 5 năm 2023   |  |  |  |  |  |  |  |  |  |  |  |  |  |  |  |  |  |  |  |  |  |  |  |  |  |  |  |  |  |  |  |  |  |  |  |  |  |  |  |  |  |  |  |  |  |  |  |  |  |  |  |  |  |  |  |  |  |  |  |  |  |  |  |  |  |  |  |  |  |  |  |  |  |  |  |  |  |  |  |  |  |  |  |  |  |  |  |  |  |  |  |  |  |  |  |  |  |  |  |  |  |  |  |  |  |  |  |  |  |  |  |  |  |  |  |  |  |  |  |  |  |  |  |  |  |  |  |  |  |  |  |  |  |  |  |  |  |  |  |  |  |  |  |  |  |  |  |
| Gira bị Racules đánh bại, nhưng anh ta được cứu bởi bốn vị vua khác, những người có ý định sử dụng khả năng của mình để kiểm soát King-Ohger. Tuy nhiên, không ai trong số họ tin tưởng lẫn nhau, điều này bắt đầu tranh chấp xem ai sẽ giành quyền nuôi Gira. Trong khi đó, Desnarak VIII nắm quyền chủ động và đích thân đối đầu với bốn vị vua. | |                      |  |  |  |  |  |  |  |  |  |  |  |  |  |  |  |  |  |  |  |  |  |  |  |  |  |  |  |  |  |  |  |  |  |  |  |  |  |  |  |  |  |  |  |  |  |  |  |  |  |  |  |  |  |  |  |  |  |  |  |  |  |  |  |  |  |  |  |  |  |  |  |  |  |  |  |  |  |  |  |  |  |  |  |  |  |  |  |  |  |  |  |  |  |  |  |  |  |  |  |  |  |  |  |  |  |  |  |  |  |  |  |  |  |  |  |  |  |  |  |  |  |  |  |  |  |  |  |  |  |  |  |  |  |  |  |  |  |  |  |  |  |  |  |  |  |  |  |
| 11 | "Kỳ quái! Người đàn ông mang mặt nạ nhện" "Kaiki! Kumo Kamen no Otoko" (怪奇！クモ仮面の男)                        | 14 tháng 5 năm 2023  |  |  |  |  |  |  |  |  |  |  |  |  |  |  |  |  |  |  |  |  |  |  |  |  |  |  |  |  |  |  |  |  |  |  |  |  |  |  |  |  |  |  |  |  |  |  |  |  |  |  |  |  |  |  |  |  |  |  |  |  |  |  |  |  |  |  |  |  |  |  |  |  |  |  |  |  |  |  |  |  |  |  |  |  |  |  |  |  |  |  |  |  |  |  |  |  |  |  |  |  |  |  |  |  |  |  |  |  |  |  |  |  |  |  |  |  |  |  |  |  |  |  |  |  |  |  |  |  |  |  |  |  |  |  |  |  |  |  |  |  |  |  |  |  |  |  |  |
| Desnarak VIII đã chiếm được Gira. Yanma, Hymeno, Rita và Kaguragi chạy đua với thời gian để giải cứu anh ta và đưa ra vị thần hộ mệnh huyền thoại, Legend King-Ohger, trong một động thái tuyệt vọng để cứu vương quốc của họ khỏi sự hủy diệt. | |                      |  |  |  |  |  |  |  |  |  |  |  |  |  |  |  |  |  |  |  |  |  |  |  |  |  |  |  |  |  |  |  |  |  |  |  |  |  |  |  |  |  |  |  |  |  |  |  |  |  |  |  |  |  |  |  |  |  |  |  |  |  |  |  |  |  |  |  |  |  |  |  |  |  |  |  |  |  |  |  |  |  |  |  |  |  |  |  |  |  |  |  |  |  |  |  |  |  |  |  |  |  |  |  |  |  |  |  |  |  |  |  |  |  |  |  |  |  |  |  |  |  |  |  |  |  |  |  |  |  |  |  |  |  |  |  |  |  |  |  |  |  |  |  |  |  |  |  |
| 12 | "Vị vua thứ 6" "Roku-ninme no Ōsama" (6人目の王様)                                                                 | 21 tháng 5 năm 2023  |  |  |  |  |  |  |  |  |  |  |  |  |  |  |  |  |  |  |  |  |  |  |  |  |  |  |  |  |  |  |  |  |  |  |  |  |  |  |  |  |  |  |  |  |  |  |  |  |  |  |  |  |  |  |  |  |  |  |  |  |  |  |  |  |  |  |  |  |  |  |  |  |  |  |  |  |  |  |  |  |  |  |  |  |  |  |  |  |  |  |  |  |  |  |  |  |  |  |  |  |  |  |  |  |  |  |  |  |  |  |  |  |  |  |  |  |  |  |  |  |  |  |  |  |  |  |  |  |  |  |  |  |  |  |  |  |  |  |  |  |  |  |  |  |  |  |  |
| Gira, bốn quốc vương và thậm chí cả Desnarak VIII bối rối khi người đàn ông đeo mặt nạ tự giới thiệu mình là Jeramie Brasieri và khẳng định mình là người cai trị toàn bộ Chikyu. Jeramie cũng tiết lộ là người cố vấn cho giáo viên của Yanma, Gin, và đã đầu tư vào việc ngăn chặn Racules, khi anh cảnh báo Gira về ý định của anh trai mình, đồng thời tiết lộ nguồn gốc thực sự của anh với Ohsama Sentai hiện tại là con trai lai Bugnarak của Ohsama Sentai thứ sáu bị lãng quên. anh hùng và là cựu thành viên của Bugnarak, Nephila, sinh ra ở Gokkan. Vì mối quan hệ của cha mẹ Jeremy bị cấm trong thời gian đó, tên của họ đã bị xóa khỏi lịch sử ban đầu và chiếc mặt nạ sắt ban đầu là dao găm biến hình Kumonoslayer được sử dụng để che giấu danh tính của Jeramie và phong ấn sức mạnh Bugnarak của anh ta. | |                      |  |  |  |  |  |  |  |  |  |  |  |  |  |  |  |  |  |  |  |  |  |  |  |  |  |  |  |  |  |  |  |  |  |  |  |  |  |  |  |  |  |  |  |  |  |  |  |  |  |  |  |  |  |  |  |  |  |  |  |  |  |  |  |  |  |  |  |  |  |  |  |  |  |  |  |  |  |  |  |  |  |  |  |  |  |  |  |  |  |  |  |  |  |  |  |  |  |  |  |  |  |  |  |  |  |  |  |  |  |  |  |  |  |  |  |  |  |  |  |  |  |  |  |  |  |  |  |  |  |  |  |  |  |  |  |  |  |  |  |  |  |  |  |  |  |  |  |
| 13 | "Nhện phẫn nộ" "Ubugoe ga Kōru" (怒りのスパイダー)                                                                 | 28 tháng 5 năm 2023  |  |  |  |  |  |  |  |  |  |  |  |  |  |  |  |  |  |  |  |  |  |  |  |  |  |  |  |  |  |  |  |  |  |  |  |  |  |  |  |  |  |  |  |  |  |  |  |  |  |  |  |  |  |  |  |  |  |  |  |  |  |  |  |  |  |  |  |  |  |  |  |  |  |  |  |  |  |  |  |  |  |  |  |  |  |  |  |  |  |  |  |  |  |  |  |  |  |  |  |  |  |  |  |  |  |  |  |  |  |  |  |  |  |  |  |  |  |  |  |  |  |  |  |  |  |  |  |  |  |  |  |  |  |  |  |  |  |  |  |  |  |  |  |  |  |  |  |
| Yanma nhớ lại cách anh xây dựng lại Nkosopa từ sự phá hủy trước đó của nó trong sự kiện Phẫn nộ của Chúa. Khi Gira và Hymeno tìm kiếm Ba vị thần hộ mệnh vĩ đại, Jeramie quyết định khai thác một "câu chuyện thú vị" từ Yanma bằng cách cho tổng thống mượn khẩu súng Venomix của mình. Nhưng khẩu súng được tiết lộ là kỷ vật của mẹ anh, Jeramie đã xúc phạm khi Yanma sử dụng Súng bắn súng Venomix để chơi khăm Racules. Mọi thứ nhanh chóng đi ngang khi Kaijim Geroujim tấn công, với việc Jeramie tự mình giải quyết vấn đề bằng cách khuất phục các vị vua và sau đó triệu hồi Shugod của riêng mình, Thần Tarantula, người điều khiển các Shugod khác trong khi đánh bại lực lượng Bugnarak. Tuy nhiên, anh ta đã tha cho Geroujim khi lấy Ohger Caliburs. | |                      |  |  |  |  |  |  |  |  |  |  |  |  |  |  |  |  |  |  |  |  |  |  |  |  |  |  |  |  |  |  |  |  |  |  |  |  |  |  |  |  |  |  |  |  |  |  |  |  |  |  |  |  |  |  |  |  |  |  |  |  |  |  |  |  |  |  |  |  |  |  |  |  |  |  |  |  |  |  |  |  |  |  |  |  |  |  |  |  |  |  |  |  |  |  |  |  |  |  |  |  |  |  |  |  |  |  |  |  |  |  |  |  |  |  |  |  |  |  |  |  |  |  |  |  |  |  |  |  |  |  |  |  |  |  |  |  |  |  |  |  |  |  |  |  |  |  |  |
| 14 | "Cùng với Moffun" "Moffun to Issho" (もっふんといっしょ)                                                           | 4 tháng 6 năm 2023   |  |  |  |  |  |  |  |  |  |  |  |  |  |  |  |  |  |  |  |  |  |  |  |  |  |  |  |  |  |  |  |  |  |  |  |  |  |  |  |  |  |  |  |  |  |  |  |  |  |  |  |  |  |  |  |  |  |  |  |  |  |  |  |  |  |  |  |  |  |  |  |  |  |  |  |  |  |  |  |  |  |  |  |  |  |  |  |  |  |  |  |  |  |  |  |  |  |  |  |  |  |  |  |  |  |  |  |  |  |  |  |  |  |  |  |  |  |  |  |  |  |  |  |  |  |  |  |  |  |  |  |  |  |  |  |  |  |  |  |  |  |  |  |  |  |  |  |
| Hymeno nhận ra Guardian Cicada, người đang bị Thần Tarantula thao túng, chính là loại Shugod đã có mặt vào thời điểm cha mẹ cô bị sát hại. Cô buộc tội Jeramie là thủ phạm của sự kiện Wrath of God và quyết định chiến đấu với anh ta. Khi Ishabana được tiết lộ là nhà sản xuất linh vật Moffun trong bộ anime yêu thích của Rita, họ bắt đầu điều tra bí mật của nó. | |                      |  |  |  |  |  |  |  |  |  |  |  |  |  |  |  |  |  |  |  |  |  |  |  |  |  |  |  |  |  |  |  |  |  |  |  |  |  |  |  |  |  |  |  |  |  |  |  |  |  |  |  |  |  |  |  |  |  |  |  |  |  |  |  |  |  |  |  |  |  |  |  |  |  |  |  |  |  |  |  |  |  |  |  |  |  |  |  |  |  |  |  |  |  |  |  |  |  |  |  |  |  |  |  |  |  |  |  |  |  |  |  |  |  |  |  |  |  |  |  |  |  |  |  |  |  |  |  |  |  |  |  |  |  |  |  |  |  |  |  |  |  |  |  |  |  |  |  |
| 15 | "Chuyến viếng thăm tới Suzume" "Suzume ni Omimai" (スズメにお見舞い)                                               | 11 tháng 6 năm 2023  |  |  |  |  |  |  |  |  |  |  |  |  |  |  |  |  |  |  |  |  |  |  |  |  |  |  |  |  |  |  |  |  |  |  |  |  |  |  |  |  |  |  |  |  |  |  |  |  |  |  |  |  |  |  |  |  |  |  |  |  |  |  |  |  |  |  |  |  |  |  |  |  |  |  |  |  |  |  |  |  |  |  |  |  |  |  |  |  |  |  |  |  |  |  |  |  |  |  |  |  |  |  |  |  |  |  |  |  |  |  |  |  |  |  |  |  |  |  |  |  |  |  |  |  |  |  |  |  |  |  |  |  |  |  |  |  |  |  |  |  |  |  |  |  |  |  |  |
| Gira quyết định thâm nhập vào lâu đài của Racules để giải cứu Suzume - em gái của Kaguragi. Trong khi đó, Racules tiếp cận Desnarak VIII và Jeramie có ý định thương lượng hòa bình với Bugnarak. | |                      |  |  |  |  |  |  |  |  |  |  |  |  |  |  |  |  |  |  |  |  |  |  |  |  |  |  |  |  |  |  |  |  |  |  |  |  |  |  |  |  |  |  |  |  |  |  |  |  |  |  |  |  |  |  |  |  |  |  |  |  |  |  |  |  |  |  |  |  |  |  |  |  |  |  |  |  |  |  |  |  |  |  |  |  |  |  |  |  |  |  |  |  |  |  |  |  |  |  |  |  |  |  |  |  |  |  |  |  |  |  |  |  |  |  |  |  |  |  |  |  |  |  |  |  |  |  |  |  |  |  |  |  |  |  |  |  |  |  |  |  |  |  |  |  |  |  |  |
| 16 | "Chánh Án 10 Tuổi" "Jussai no Saibanchō" (10才の裁判長)                                                            | 18 tháng 6 năm 2023  |  |  |  |  |  |  |  |  |  |  |  |  |  |  |  |  |  |  |  |  |  |  |  |  |  |  |  |  |  |  |  |  |  |  |  |  |  |  |  |  |  |  |  |  |  |  |  |  |  |  |  |  |  |  |  |  |  |  |  |  |  |  |  |  |  |  |  |  |  |  |  |  |  |  |  |  |  |  |  |  |  |  |  |  |  |  |  |  |  |  |  |  |  |  |  |  |  |  |  |  |  |  |  |  |  |  |  |  |  |  |  |  |  |  |  |  |  |  |  |  |  |  |  |  |  |  |  |  |  |  |  |  |  |  |  |  |  |  |  |  |  |  |  |  |  |  |  |
| Rita cuối cùng cũng phát hiện ra sự thật về sự kiện Phẫn nộ của Chúa đã khiến họ và Hymeno trở thành quốc vương 15 năm trước sau khi những người tiền nhiệm của họ bị giết. Rita trở thành quốc vương ở tuổi 10 ngay sau cái chết được cho là của người tiền nhiệm của họ, Nữ hoàng Karlas Dehaan, người bị nghi ngờ là bị giết bởi chồng bà, Bác sĩ Siron. Hiện tại, trong phiên tòa xét xử lại, Siron giải thích với Rita rằng anh được vợ giao nhiệm vụ giả chết và sẵn sàng trở thành vật tế thần cho tội "giết người" của cô để bảo vệ sự trung lập của Gokkan trong khi Karlas tìm kiếm tung tích của thủ phạm thực sự đằng sau. sự kiện Cơn thịnh nộ của Chúa. Trong khi đó, Racules và Desnarak VIII đã đạt được một thỏa thuận không tốt cho Ohsama Sentai và thế giới của họ, bao gồm cả Jeremy. | |                      |  |  |  |  |  |  |  |  |  |  |  |  |  |  |  |  |  |  |  |  |  |  |  |  |  |  |  |  |  |  |  |  |  |  |  |  |  |  |  |  |  |  |  |  |  |  |  |  |  |  |  |  |  |  |  |  |  |  |  |  |  |  |  |  |  |  |  |  |  |  |  |  |  |  |  |  |  |  |  |  |  |  |  |  |  |  |  |  |  |  |  |  |  |  |  |  |  |  |  |  |  |  |  |  |  |  |  |  |  |  |  |  |  |  |  |  |  |  |  |  |  |  |  |  |  |  |  |  |  |  |  |  |  |  |  |  |  |  |  |  |  |  |  |  |  |  |  |
| 17 | "Vua không trốn chạy" "Ō wa Nigenai" (王は逃げない)                                                                | 25 tháng 6 năm 2023  |  |  |  |  |  |  |  |  |  |  |  |  |  |  |  |  |  |  |  |  |  |  |  |  |  |  |  |  |  |  |  |  |  |  |  |  |  |  |  |  |  |  |  |  |  |  |  |  |  |  |  |  |  |  |  |  |  |  |  |  |  |  |  |  |  |  |  |  |  |  |  |  |  |  |  |  |  |  |  |  |  |  |  |  |  |  |  |  |  |  |  |  |  |  |  |  |  |  |  |  |  |  |  |  |  |  |  |  |  |  |  |  |  |  |  |  |  |  |  |  |  |  |  |  |  |  |  |  |  |  |  |  |  |  |  |  |  |  |  |  |  |  |  |  |  |  |  |
| Racules quyết định hợp lực với Desnarak VIII để họ cùng nhau chinh phục Chikyu, hồi sinh vị tướng Daigorg của Bugnarak để dẫn đầu cuộc xâm lược Nkosopa. Yanma đối mặt với Racules và Daigorg trong khi yêu cầu công dân của anh ta sơ tán khỏi vương quốc và Gira không can thiệp khi những người cai trị khác hỗ trợ Yanma. Jeramie, tức giận vì Racules đã làm sai tầm nhìn của anh ấy về việc con người và Bugnarak làm việc cùng nhau, cố gắng kiểm soát tất cả các Shuggod và tạo thành một sự kết hợp không ổn định giữa Legend King-Ohger và Hiệp sĩ Tarantula nhanh chóng bị Thần Kuwagata Zero đánh bại. Tuy nhiên, Gira đã can thiệp vào giây cuối cùng để cứu Yanma khỏi bị hành quyết. | |                      |  |  |  |  |  |  |  |  |  |  |  |  |  |  |  |  |  |  |  |  |  |  |  |  |  |  |  |  |  |  |  |  |  |  |  |  |  |  |  |  |  |  |  |  |  |  |  |  |  |  |  |  |  |  |  |  |  |  |  |  |  |  |  |  |  |  |  |  |  |  |  |  |  |  |  |  |  |  |  |  |  |  |  |  |  |  |  |  |  |  |  |  |  |  |  |  |  |  |  |  |  |  |  |  |  |  |  |  |  |  |  |  |  |  |  |  |  |  |  |  |  |  |  |  |  |  |  |  |  |  |  |  |  |  |  |  |  |  |  |  |  |  |  |  |  |  |  |
| 18 | "Vương miện khởi nguyên" "Hajimari no Ōkan" (始まりの王冠)                                                         | 2 tháng 7 năm 2023   |  |  |  |  |  |  |  |  |  |  |  |  |  |  |  |  |  |  |  |  |  |  |  |  |  |  |  |  |  |  |  |  |  |  |  |  |  |  |  |  |  |  |  |  |  |  |  |  |  |  |  |  |  |  |  |  |  |  |  |  |  |  |  |  |  |  |  |  |  |  |  |  |  |  |  |  |  |  |  |  |  |  |  |  |  |  |  |  |  |  |  |  |  |  |  |  |  |  |  |  |  |  |  |  |  |  |  |  |  |  |  |  |  |  |  |  |  |  |  |  |  |  |  |  |  |  |  |  |  |  |  |  |  |  |  |  |  |  |  |  |  |  |  |  |  |  |  |
| Với sự sống sót của Gira giờ đã được tất cả người dân của Shuggodam biết đến sau khi giải cứu Yanma khỏi bị Daigorg giết, Racules quyết định tổ chức một cuộc đấu tay đôi khác để giải quyết mọi chuyện giữa họ. Lần này, Racules dự định sử dụng một di tích được gọi là Vương miện của Người sáng lập để đảm bảo mình là người chiến thắng quyết định. Tuy nhiên, cuối cùng chiếc vương miện lại thuộc quyền sở hữu của Gira và cuộc đấu tay đôi trở thành một trận chiến toàn diện để quyết định người anh em nào sẽ trị vì Shuggodam. | |                      |  |  |  |  |  |  |  |  |  |  |  |  |  |  |  |  |  |  |  |  |  |  |  |  |  |  |  |  |  |  |  |  |  |  |  |  |  |  |  |  |  |  |  |  |  |  |  |  |  |  |  |  |  |  |  |  |  |  |  |  |  |  |  |  |  |  |  |  |  |  |  |  |  |  |  |  |  |  |  |  |  |  |  |  |  |  |  |  |  |  |  |  |  |  |  |  |  |  |  |  |  |  |  |  |  |  |  |  |  |  |  |  |  |  |  |  |  |  |  |  |  |  |  |  |  |  |  |  |  |  |  |  |  |  |  |  |  |  |  |  |  |  |  |  |  |  |  |
| 19 | "Chiến đội Vương dạng King-Ohger" "Ōsama Sentai Kinguōjā" (王様戦隊キングオージャー)                               | 9 tháng 7 năm 2023   |  |  |  |  |  |  |  |  |  |  |  |  |  |  |  |  |  |  |  |  |  |  |  |  |  |  |  |  |  |  |  |  |  |  |  |  |  |  |  |  |  |  |  |  |  |  |  |  |  |  |  |  |  |  |  |  |  |  |  |  |  |  |  |  |  |  |  |  |  |  |  |  |  |  |  |  |  |  |  |  |  |  |  |  |  |  |  |  |  |  |  |  |  |  |  |  |  |  |  |  |  |  |  |  |  |  |  |  |  |  |  |  |  |  |  |  |  |  |  |  |  |  |  |  |  |  |  |  |  |  |  |  |  |  |  |  |  |  |  |  |  |  |  |  |  |  |  |
| Với việc Racules mất quyền làm vua sau khi Gira và Kaguragi đánh bại hắn, hắn cũng đã quá muộn để biết rằng Bugnarak đã phản bội hắn, giống như hắn đã làm với người dân của mình và bốn vương quốc khác. Tuy nhiên, với việc Jeramie chính thức trở thành thành viên của Ohsama Sentai, Gira lãnh đạo nhóm ngăn chặn việc tiếp quản thù địch của Bugnarak đối với Shuggodam đang được hoàn thiện và bắt đầu bắt giữ Racules vì tội ác của hắn. | |                      |  |  |  |  |  |  |  |  |  |  |  |  |  |  |  |  |  |  |  |  |  |  |  |  |  |  |  |  |  |  |  |  |  |  |  |  |  |  |  |  |  |  |  |  |  |  |  |  |  |  |  |  |  |  |  |  |  |  |  |  |  |  |  |  |  |  |  |  |  |  |  |  |  |  |  |  |  |  |  |  |  |  |  |  |  |  |  |  |  |  |  |  |  |  |  |  |  |  |  |  |  |  |  |  |  |  |  |  |  |  |  |  |  |  |  |  |  |  |  |  |  |  |  |  |  |  |  |  |  |  |  |  |  |  |  |  |  |  |  |  |  |  |  |  |  |  |  |
| 20 | "Song vương huyết đấu" "Ō to Ō no Kettō" (王と王の決闘)                                                            | 16 tháng 7 năm 2023  |  |  |  |  |  |  |  |  |  |  |  |  |  |  |  |  |  |  |  |  |  |  |  |  |  |  |  |  |  |  |  |  |  |  |  |  |  |  |  |  |  |  |  |  |  |  |  |  |  |  |  |  |  |  |  |  |  |  |  |  |  |  |  |  |  |  |  |  |  |  |  |  |  |  |  |  |  |  |  |  |  |  |  |  |  |  |  |  |  |  |  |  |  |  |  |  |  |  |  |  |  |  |  |  |  |  |  |  |  |  |  |  |  |  |  |  |  |  |  |  |  |  |  |  |  |  |  |  |  |  |  |  |  |  |  |  |  |  |  |  |  |  |  |  |  |  |  |
| Sau khi đuổi Bugnarak khỏi vương quốc của mình, vì trò chơi khăm cố gắng của Yanma đã phá hỏng việc bắt giữ hợp pháp đối với Rcules, Gira thách thức anh trai mình tham gia một phiên tòa khác bằng trận chiến để quyết định ai trong số họ là vua thực sự của Shugoddam. | |                      |  |  |  |  |  |  |  |  |  |  |  |  |  |  |  |  |  |  |  |  |  |  |  |  |  |  |  |  |  |  |  |  |  |  |  |  |  |  |  |  |  |  |  |  |  |  |  |  |  |  |  |  |  |  |  |  |  |  |  |  |  |  |  |  |  |  |  |  |  |  |  |  |  |  |  |  |  |  |  |  |  |  |  |  |  |  |  |  |  |  |  |  |  |  |  |  |  |  |  |  |  |  |  |  |  |  |  |  |  |  |  |  |  |  |  |  |  |  |  |  |  |  |  |  |  |  |  |  |  |  |  |  |  |  |  |  |  |  |  |  |  |  |  |  |  |  |  |
| 21 | "Thẳng tiến trên Con đường Hoàng gia" "Tsukisusume Ōdō wo" (突き進め王道を)                                        | 23 tháng 7 năm 2023  |  |  |  |  |  |  |  |  |  |  |  |  |  |  |  |  |  |  |  |  |  |  |  |  |  |  |  |  |  |  |  |  |  |  |  |  |  |  |  |  |  |  |  |  |  |  |  |  |  |  |  |  |  |  |  |  |  |  |  |  |  |  |  |  |  |  |  |  |  |  |  |  |  |  |  |  |  |  |  |  |  |  |  |  |  |  |  |  |  |  |  |  |  |  |  |  |  |  |  |  |  |  |  |  |  |  |  |  |  |  |  |  |  |  |  |  |  |  |  |  |  |  |  |  |  |  |  |  |  |  |  |  |  |  |  |  |  |  |  |  |  |  |  |  |  |  |  |
| Bất chấp chiến thắng trước Rcules, Gira không chuẩn bị và lo lắng khi cai trị Shugoddam trong ngày đầu tiên của mình. Đáp lại, bốn vị vua và Jeramie quyết định đưa Gira qua một loạt bài kiểm tra để anh ta chứng minh giá trị của mình với tư cách là một vị vua. Đồng thời, kể từ khi tội ác của Rcules và cái chết của Bocimar được công chúng biết đến, Duga đã từ chức hiệp sĩ của Shugoddam và hiện đang tìm kiếm một công việc mới để chuộc lỗi trong quá khứ, bắt đầu từ làm việc tại N'kosopa. | |                      |  |  |  |  |  |  |  |  |  |  |  |  |  |  |  |  |  |  |  |  |  |  |  |  |  |  |  |  |  |  |  |  |  |  |  |  |  |  |  |  |  |  |  |  |  |  |  |  |  |  |  |  |  |  |  |  |  |  |  |  |  |  |  |  |  |  |  |  |  |  |  |  |  |  |  |  |  |  |  |  |  |  |  |  |  |  |  |  |  |  |  |  |  |  |  |  |  |  |  |  |  |  |  |  |  |  |  |  |  |  |  |  |  |  |  |  |  |  |  |  |  |  |  |  |  |  |  |  |  |  |  |  |  |  |  |  |  |  |  |  |  |  |  |  |  |  |  |
| 22 | "ShuGod Đại tập hợp" "Shugoddo Daishūgō" (シュゴッド大集合)                                                        | 30 tháng 7 năm 2023  |  |  |  |  |  |  |  |  |  |  |  |  |  |  |  |  |  |  |  |  |  |  |  |  |  |  |  |  |  |  |  |  |  |  |  |  |  |  |  |  |  |  |  |  |  |  |  |  |  |  |  |  |  |  |  |  |  |  |  |  |  |  |  |  |  |  |  |  |  |  |  |  |  |  |  |  |  |  |  |  |  |  |  |  |  |  |  |  |  |  |  |  |  |  |  |  |  |  |  |  |  |  |  |  |  |  |  |  |  |  |  |  |  |  |  |  |  |  |  |  |  |  |  |  |  |  |  |  |  |  |  |  |  |  |  |  |  |  |  |  |  |  |  |  |  |  |  |
| Khi Daigorg nhằm mục đích đánh cắp sức mạnh tối thượng được cất giấu bên trong Lâu đài Caucasus Kabuto để tiêu diệt Shugoddam, Gira, tin rằng tình hình hiện tại sẽ là thử thách cuối cùng của anh ấy, phải mạo hiểm để bảo vệ người dân của mình và củng cố mối quan hệ của anh ấy với các Shugods. | |                      |  |  |  |  |  |  |  |  |  |  |  |  |  |  |  |  |  |  |  |  |  |  |  |  |  |  |  |  |  |  |  |  |  |  |  |  |  |  |  |  |  |  |  |  |  |  |  |  |  |  |  |  |  |  |  |  |  |  |  |  |  |  |  |  |  |  |  |  |  |  |  |  |  |  |  |  |  |  |  |  |  |  |  |  |  |  |  |  |  |  |  |  |  |  |  |  |  |  |  |  |  |  |  |  |  |  |  |  |  |  |  |  |  |  |  |  |  |  |  |  |  |  |  |  |  |  |  |  |  |  |  |  |  |  |  |  |  |  |  |  |  |  |  |  |  |  |  |
| 23 | "Lâu đài bay của Shugoddam" "Shugoddamu no Ugoku Shiro" (シュゴッダムの動く城)                                     | 6 tháng 8 năm 2023   |  |  |  |  |  |  |  |  |  |  |  |  |  |  |  |  |  |  |  |  |  |  |  |  |  |  |  |  |  |  |  |  |  |  |  |  |  |  |  |  |  |  |  |  |  |  |  |  |  |  |  |  |  |  |  |  |  |  |  |  |  |  |  |  |  |  |  |  |  |  |  |  |  |  |  |  |  |  |  |  |  |  |  |  |  |  |  |  |  |  |  |  |  |  |  |  |  |  |  |  |  |  |  |  |  |  |  |  |  |  |  |  |  |  |  |  |  |  |  |  |  |  |  |  |  |  |  |  |  |  |  |  |  |  |  |  |  |  |  |  |  |  |  |  |  |  |  |
| Ohsama Sentai chạy đua với thời gian để đưa Lâu đài Caucasus Kabuto hoạt động trước khi Daigorg tiếp tục tấn công Shugoddam. Với sự giúp đỡ của tất cả người dân, Gira đã kích hoạt được lâu đài, biến nó thành người máy khổng lồ Vua Caucasus Kabuto và tiêu diệt Daigorg. Sau đó, Gira được người dân Shugoddam thừa nhận và chính thức đăng quang vị vua mới của họ. | |                      |  |  |  |  |  |  |  |  |  |  |  |  |  |  |  |  |  |  |  |  |  |  |  |  |  |  |  |  |  |  |  |  |  |  |  |  |  |  |  |  |  |  |  |  |  |  |  |  |  |  |  |  |  |  |  |  |  |  |  |  |  |  |  |  |  |  |  |  |  |  |  |  |  |  |  |  |  |  |  |  |  |  |  |  |  |  |  |  |  |  |  |  |  |  |  |  |  |  |  |  |  |  |  |  |  |  |  |  |  |  |  |  |  |  |  |  |  |  |  |  |  |  |  |  |  |  |  |  |  |  |  |  |  |  |  |  |  |  |  |  |  |  |  |  |  |  |  |
| 24 | "Vua Khoảng trống và Vua vực thẳm" "Hazama no Ō Tai Naraku no Ō" (狭間の王VS奈落の王)                              | 13 tháng 8 năm 2023  |  |  |  |  |  |  |  |  |  |  |  |  |  |  |  |  |  |  |  |  |  |  |  |  |  |  |  |  |  |  |  |  |  |  |  |  |  |  |  |  |  |  |  |  |  |  |  |  |  |  |  |  |  |  |  |  |  |  |  |  |  |  |  |  |  |  |  |  |  |  |  |  |  |  |  |  |  |  |  |  |  |  |  |  |  |  |  |  |  |  |  |  |  |  |  |  |  |  |  |  |  |  |  |  |  |  |  |  |  |  |  |  |  |  |  |  |  |  |  |  |  |  |  |  |  |  |  |  |  |  |  |  |  |  |  |  |  |  |  |  |  |  |  |  |  |  |  |
| Vài ngày sau cuộc phiêu lưu của Ohsama Sentai tại Vùng đất chết, Hākabāka, một đợt nắng nóng bất ngờ đột ngột ập đến Chikyu. Do đó, các quốc vương quyết định tổ chức lễ hội mùa hè tại Shugoddam, nơi họ cũng tham gia. Trong khi Jeramie và Geroujim đối mặt với Desnarak tại căn cứ của Bugnarak để xác nhận mối liên hệ của Desnarak với làn sóng nhiệt đến với Chikyu. | |                      |  |  |  |  |  |  |  |  |  |  |  |  |  |  |  |  |  |  |  |  |  |  |  |  |  |  |  |  |  |  |  |  |  |  |  |  |  |  |  |  |  |  |  |  |  |  |  |  |  |  |  |  |  |  |  |  |  |  |  |  |  |  |  |  |  |  |  |  |  |  |  |  |  |  |  |  |  |  |  |  |  |  |  |  |  |  |  |  |  |  |  |  |  |  |  |  |  |  |  |  |  |  |  |  |  |  |  |  |  |  |  |  |  |  |  |  |  |  |  |  |  |  |  |  |  |  |  |  |  |  |  |  |  |  |  |  |  |  |  |  |  |  |  |  |  |  |  |
| 25 | "Trận chiến giữa Vua và Thần dân" "Ō to Tami no Tatakai" (王と民の戦い)                                            | 20 tháng 8 năm 2023  |  |  |  |  |  |  |  |  |  |  |  |  |  |  |  |  |  |  |  |  |  |  |  |  |  |  |  |  |  |  |  |  |  |  |  |  |  |  |  |  |  |  |  |  |  |  |  |  |  |  |  |  |  |  |  |  |  |  |  |  |  |  |  |  |  |  |  |  |  |  |  |  |  |  |  |  |  |  |  |  |  |  |  |  |  |  |  |  |  |  |  |  |  |  |  |  |  |  |  |  |  |  |  |  |  |  |  |  |  |  |  |  |  |  |  |  |  |  |  |  |  |  |  |  |  |  |  |  |  |  |  |  |  |  |  |  |  |  |  |  |  |  |  |  |  |  |  |
| Desnarak VIII quyết định tự sát trong khi tiêu diệt tất cả Chikyu trong quá trình này. Để ngăn chặn hắn ta, Ohsama Sentai và các đồng minh của họ đoàn kết để bảo vệ thế giới của họ và điều khiển King-Ohger cùng nhau, kết hợp tất cả 20 Shugods thành hình thức cuối cùng của nó, được gọi là Thần King-Ohger để cứu ngày khỏi sự hủy diệt. | |                      |  |  |  |  |  |  |  |  |  |  |  |  |  |  |  |  |  |  |  |  |  |  |  |  |  |  |  |  |  |  |  |  |  |  |  |  |  |  |  |  |  |  |  |  |  |  |  |  |  |  |  |  |  |  |  |  |  |  |  |  |  |  |  |  |  |  |  |  |  |  |  |  |  |  |  |  |  |  |  |  |  |  |  |  |  |  |  |  |  |  |  |  |  |  |  |  |  |  |  |  |  |  |  |  |  |  |  |  |  |  |  |  |  |  |  |  |  |  |  |  |  |  |  |  |  |  |  |  |  |  |  |  |  |  |  |  |  |  |  |  |  |  |  |  |  |  |  |
| 26 | "Tân Vương quốc đản sinh" "Shin Ōkoku no Tanjō" (新王国の誕生)                                                     | 27 tháng 8 năm 2023  |  |  |  |  |  |  |  |  |  |  |  |  |  |  |  |  |  |  |  |  |  |  |  |  |  |  |  |  |  |  |  |  |  |  |  |  |  |  |  |  |  |  |  |  |  |  |  |  |  |  |  |  |  |  |  |  |  |  |  |  |  |  |  |  |  |  |  |  |  |  |  |  |  |  |  |  |  |  |  |  |  |  |  |  |  |  |  |  |  |  |  |  |  |  |  |  |  |  |  |  |  |  |  |  |  |  |  |  |  |  |  |  |  |  |  |  |  |  |  |  |  |  |  |  |  |  |  |  |  |  |  |  |  |  |  |  |  |  |  |  |  |  |  |  |  |  |  |
| Sau khi ngăn chặn kế hoạch hủy diệt toàn bộ hành tinh của Desnarak VIII, Jeramie thách hắn đấu tay đôi để giành quyền lãnh đạo Bugnarak nhằm chấm dứt cuộc xung đột kéo dài 2000 năm mà những lời tiên tri của hắn bắt đầu với mục tiêu thành lập vương quốc thứ sáu của Chikyu. | |                      |  |  |  |  |  |  |  |  |  |  |  |  |  |  |  |  |  |  |  |  |  |  |  |  |  |  |  |  |  |  |  |  |  |  |  |  |  |  |  |  |  |  |  |  |  |  |  |  |  |  |  |  |  |  |  |  |  |  |  |  |  |  |  |  |  |  |  |  |  |  |  |  |  |  |  |  |  |  |  |  |  |  |  |  |  |  |  |  |  |  |  |  |  |  |  |  |  |  |  |  |  |  |  |  |  |  |  |  |  |  |  |  |  |  |  |  |  |  |  |  |  |  |  |  |  |  |  |  |  |  |  |  |  |  |  |  |  |  |  |  |  |  |  |  |  |  |  |
| 27 | "Vũ Trùng Vương xuất hiện" "Uchūō no Tōrai" (宇蟲王の到来)                                                         | 3 tháng 9 năm 2023   |  |  |  |  |  |  |  |  |  |  |  |  |  |  |  |  |  |  |  |  |  |  |  |  |  |  |  |  |  |  |  |  |  |  |  |  |  |  |  |  |  |  |  |  |  |  |  |  |  |  |  |  |  |  |  |  |  |  |  |  |  |  |  |  |  |  |  |  |  |  |  |  |  |  |  |  |  |  |  |  |  |  |  |  |  |  |  |  |  |  |  |  |  |  |  |  |  |  |  |  |  |  |  |  |  |  |  |  |  |  |  |  |  |  |  |  |  |  |  |  |  |  |  |  |  |  |  |  |  |  |  |  |  |  |  |  |  |  |  |  |  |  |  |  |  |  |  |
| Hai năm đã trôi qua kể từ khi chiến tranh Chikyu kết thúc, sáu vị vua phải đối mặt với một mối đe dọa khác với sự xuất hiện của một lực lượng kẻ thù thực sự từ ngoài vũ trụ mà Kamejim hợp tác từ thời cổ đại. Thủ lĩnh của lực lượng kẻ thù mới tự giới thiệu mình là Vua Galactinsect Dagdead Doujaldan, người tự xưng là "Vua của vũ trụ", kẻ chủ mưu đã cử Kamejim đến gây hỗn loạn tại Chikyu, và giờ quyết tâm xâm chiếm và tiêu diệt Chikyu bằng chính tay mình. Một trận chiến mới giữa sáu vị vua và thế lực thù địch mới sắp bắt đầu. | |                      |  |  |  |  |  |  |  |  |  |  |  |  |  |  |  |  |  |  |  |  |  |  |  |  |  |  |  |  |  |  |  |  |  |  |  |  |  |  |  |  |  |  |  |  |  |  |  |  |  |  |  |  |  |  |  |  |  |  |  |  |  |  |  |  |  |  |  |  |  |  |  |  |  |  |  |  |  |  |  |  |  |  |  |  |  |  |  |  |  |  |  |  |  |  |  |  |  |  |  |  |  |  |  |  |  |  |  |  |  |  |  |  |  |  |  |  |  |  |  |  |  |  |  |  |  |  |  |  |  |  |  |  |  |  |  |  |  |  |  |  |  |  |  |  |  |  |  |
| 28 | "Các Đức vua hoán đổi" "Shaffuru Kingusu!" (シャッフル・キングス！)                                                | 10 tháng 9 năm 2023  |  |  |  |  |  |  |  |  |  |  |  |  |  |  |  |  |  |  |  |  |  |  |  |  |  |  |  |  |  |  |  |  |  |  |  |  |  |  |  |  |  |  |  |  |  |  |  |  |  |  |  |  |  |  |  |  |  |  |  |  |  |  |  |  |  |  |  |  |  |  |  |  |  |  |  |  |  |  |  |  |  |  |  |  |  |  |  |  |  |  |  |  |  |  |  |  |  |  |  |  |  |  |  |  |  |  |  |  |  |  |  |  |  |  |  |  |  |  |  |  |  |  |  |  |  |  |  |  |  |  |  |  |  |  |  |  |  |  |  |  |  |  |  |  |  |  |  |
| Dagded cử Goma đi hoán đổi linh hồn và thể xác của các vị vua. Trong khi cố gắng tìm cách trả lại cơ thể của mình, các quốc vương phải điều hành đất nước mà họ đang ở mà người dân của họ không biết rõ tình hình của họ. | |                      |  |  |  |  |  |  |  |  |  |  |  |  |  |  |  |  |  |  |  |  |  |  |  |  |  |  |  |  |  |  |  |  |  |  |  |  |  |  |  |  |  |  |  |  |  |  |  |  |  |  |  |  |  |  |  |  |  |  |  |  |  |  |  |  |  |  |  |  |  |  |  |  |  |  |  |  |  |  |  |  |  |  |  |  |  |  |  |  |  |  |  |  |  |  |  |  |  |  |  |  |  |  |  |  |  |  |  |  |  |  |  |  |  |  |  |  |  |  |  |  |  |  |  |  |  |  |  |  |  |  |  |  |  |  |  |  |  |  |  |  |  |  |  |  |  |  |  |
| 29 | "Truất quyền làm Vua" "Ōsama Shikkaku" (王様失格)                                                                  | 17 tháng 9 năm 2023  |  |  |  |  |  |  |  |  |  |  |  |  |  |  |  |  |  |  |  |  |  |  |  |  |  |  |  |  |  |  |  |  |  |  |  |  |  |  |  |  |  |  |  |  |  |  |  |  |  |  |  |  |  |  |  |  |  |  |  |  |  |  |  |  |  |  |  |  |  |  |  |  |  |  |  |  |  |  |  |  |  |  |  |  |  |  |  |  |  |  |  |  |  |  |  |  |  |  |  |  |  |  |  |  |  |  |  |  |  |  |  |  |  |  |  |  |  |  |  |  |  |  |  |  |  |  |  |  |  |  |  |  |  |  |  |  |  |  |  |  |  |  |  |  |  |  |  |
| Mặc dù các vị vua có thể quay trở lại cơ thể tương ứng của mình, nhưng họ đã quá muộn để biết rằng kế hoạch chuyển đổi cơ thể của Galactinsect chỉ là trò đánh lạc hướng một trong những kẻ pha trò của nó, Hilbil để tẩy não chứ không phải thuộc hạ tương ứng của các vị vua, cũng như khiến người dân phải chịu trách nhiệm của các nước quay lưng lại với nhau. Để ngăn chặn các vị vua từ chức và ngăn chặn các cuộc bạo loạn, Jeramie nhận trách nhiệm đã bắt đầu chúng. Anh vờ như thất bại trước công chúng, giao cho các vị vua khác giải quyết vấn đề này, và tự đày ải mình trong khi các vị vua còn lại đánh bại Hilbil. | |                      |  |  |  |  |  |  |  |  |  |  |  |  |  |  |  |  |  |  |  |  |  |  |  |  |  |  |  |  |  |  |  |  |  |  |  |  |  |  |  |  |  |  |  |  |  |  |  |  |  |  |  |  |  |  |  |  |  |  |  |  |  |  |  |  |  |  |  |  |  |  |  |  |  |  |  |  |  |  |  |  |  |  |  |  |  |  |  |  |  |  |  |  |  |  |  |  |  |  |  |  |  |  |  |  |  |  |  |  |  |  |  |  |  |  |  |  |  |  |  |  |  |  |  |  |  |  |  |  |  |  |  |  |  |  |  |  |  |  |  |  |  |  |  |  |  |  |  |
| 30 | "Cán cân đóng băng" "Itetsuku Tenbin" (凍てつく天秤)                                                               | 24 tháng 9 năm 2023  |  |  |  |  |  |  |  |  |  |  |  |  |  |  |  |  |  |  |  |  |  |  |  |  |  |  |  |  |  |  |  |  |  |  |  |  |  |  |  |  |  |  |  |  |  |  |  |  |  |  |  |  |  |  |  |  |  |  |  |  |  |  |  |  |  |  |  |  |  |  |  |  |  |  |  |  |  |  |  |  |  |  |  |  |  |  |  |  |  |  |  |  |  |  |  |  |  |  |  |  |  |  |  |  |  |  |  |  |  |  |  |  |  |  |  |  |  |  |  |  |  |  |  |  |  |  |  |  |  |  |  |  |  |  |  |  |  |  |  |  |  |  |  |  |  |  |  |
| Vợ của Shiran, Karras được tiết lộ đã phong ấn mình cùng với thủ phạm gây ra Cơn thịnh nộ của Chúa và tình cờ trở thành thầy gọi hồn theo chủ nghĩa hư vô bất tử bị lãng quên của Galactinsect, Glodi Leucodium trong mười lăm năm để ngăn chặn sự tàn phá tiếp theo của hắn. Kỹ thuật nói trên mà Karras đã sử dụng là Ice Eye, một phép thuật bị cấm được truyền khắp các quốc vương Gokkan và chỉ có thể được sử dụng như một phương sách cuối cùng, với cái giá phải trả là bản thân bị đóng băng, và Rita được Karras thừa kế nó trên mắt phải của họ trước khi rời đi. Hai năm sau, khi Shiran cuối cùng cũng đến địa điểm nơi Karras và Glodi bị phong ấn, anh bị phục kích và ám sát bởi Minongan và Kamejim. Một thời gian ngắn, Kamejim cũng giết Karras sau khi giải phong ấn cho cô và Glodi, để tên gọi hồn có thể biến cô thành một xác sống vô tri. Khi quá trình biến hình của anh ta trên Karras khiến Ice Eye của cô gần như đóng băng anh ta, Glodi cuối cùng rơi vào vương quốc Bugnarak, nơi Jeramie được Gira đến thăm. Trong chuyến thăm của Ritta'a tại Ishabana, họ và Hymeno bị xác của Karras tấn công. Tuy nhiên Karras nhanh chóng tỉnh lại khi cô nhận ra con mắt của Rita trước khi chết một lần nữa. Khi Glodi bị bắt bởi những người lính Bugnarak và được chuyển đến Ishabana, Hymeno ngay lập tức nhận ra anh ta là kẻ giết cha mẹ cô và cảnh báo người dân của cô sơ tán khỏi vương quốc, và các vị vua đồng hương của cô để hỗ trợ cô chống lại kẻ sát nhân ngoài hành tinh thực hiện Cơn thịnh nộ thứ hai của Chúa. Khi Rita cố gắng sử dụng Ice Eye để phong ấn Glodi, Hymeno ngăn người bạn thân nhất của cô chịu chung số phận với Karras hiện đã qua đời. Đột nhiên, mẹ của Jeramie, Nephalia, người mà anh nghĩ rằng mụ đã chết trong quá khứ, bằng cách nào đó đã tấn công tất cả mọi người ngoại trừ con trai mụ. | |                      |  |  |  |  |  |  |  |  |  |  |  |  |  |  |  |  |  |  |  |  |  |  |  |  |  |  |  |  |  |  |  |  |  |  |  |  |  |  |  |  |  |  |  |  |  |  |  |  |  |  |  |  |  |  |  |  |  |  |  |  |  |  |  |  |  |  |  |  |  |  |  |  |  |  |  |  |  |  |  |  |  |  |  |  |  |  |  |  |  |  |  |  |  |  |  |  |  |  |  |  |  |  |  |  |  |  |  |  |  |  |  |  |  |  |  |  |  |  |  |  |  |  |  |  |  |  |  |  |  |  |  |  |  |  |  |  |  |  |  |  |  |  |  |  |  |  |  |
| 31 | "Tình yêu 2000 năm" "Nisen-nen no Ai" (二千年の愛)                                                                 | 1 tháng 10 năm 2023  |  |  |  |  |  |  |  |  |  |  |  |  |  |  |  |  |  |  |  |  |  |  |  |  |  |  |  |  |  |  |  |  |  |  |  |  |  |  |  |  |  |  |  |  |  |  |  |  |  |  |  |  |  |  |  |  |  |  |  |  |  |  |  |  |  |  |  |  |  |  |  |  |  |  |  |  |  |  |  |  |  |  |  |  |  |  |  |  |  |  |  |  |  |  |  |  |  |  |  |  |  |  |  |  |  |  |  |  |  |  |  |  |  |  |  |  |  |  |  |  |  |  |  |  |  |  |  |  |  |  |  |  |  |  |  |  |  |  |  |  |  |  |  |  |  |  |  |
| Jeramie có chút miễn cưỡng và bối rối khi mẹ anh, Nephalia, người dường như đã chết trước mặt anh khi anh còn nhỏ, lại xuất hiện trước mặt anh ở hiện tại. Jramie sau đó nhận ra rằng Glodi đã hồi sinh Nephalia dưới dạng một xác sống, do đó anh thương xót giết mụ ta để giải thoát mụ khỏi âm mưu của Glodi. | |                      |  |  |  |  |  |  |  |  |  |  |  |  |  |  |  |  |  |  |  |  |  |  |  |  |  |  |  |  |  |  |  |  |  |  |  |  |  |  |  |  |  |  |  |  |  |  |  |  |  |  |  |  |  |  |  |  |  |  |  |  |  |  |  |  |  |  |  |  |  |  |  |  |  |  |  |  |  |  |  |  |  |  |  |  |  |  |  |  |  |  |  |  |  |  |  |  |  |  |  |  |  |  |  |  |  |  |  |  |  |  |  |  |  |  |  |  |  |  |  |  |  |  |  |  |  |  |  |  |  |  |  |  |  |  |  |  |  |  |  |  |  |  |  |  |  |  |  |
| 32 | "Chạm trán! Khủng long!" "Sōgū! Kyōryū!" (遭遇!キョウリュウ!)                                                      | 8 tháng 10 năm 2023  |  |  |  |  |  |  |  |  |  |  |  |  |  |  |  |  |  |  |  |  |  |  |  |  |  |  |  |  |  |  |  |  |  |  |  |  |  |  |  |  |  |  |  |  |  |  |  |  |  |  |  |  |  |  |  |  |  |  |  |  |  |  |  |  |  |  |  |  |  |  |  |  |  |  |  |  |  |  |  |  |  |  |  |  |  |  |  |  |  |  |  |  |  |  |  |  |  |  |  |  |  |  |  |  |  |  |  |  |  |  |  |  |  |  |  |  |  |  |  |  |  |  |  |  |  |  |  |  |  |  |  |  |  |  |  |  |  |  |  |  |  |  |  |  |  |  |  |
| Bị đày đến thế giới của Super Sentai, Ohsama Sentai gia nhập lực lượng với Kyoryuger để bảo vệ thế giới khỏi Dagdged và lực lượng của hắn. Tập này là phần đầu của tập đặc biệt kết hợp với Zyuden Sentai Kyoryuger, kỷ niệm 10 năm thành lập. | |                      |  |  |  |  |  |  |  |  |  |  |  |  |  |  |  |  |  |  |  |  |  |  |  |  |  |  |  |  |  |  |  |  |  |  |  |  |  |  |  |  |  |  |  |  |  |  |  |  |  |  |  |  |  |  |  |  |  |  |  |  |  |  |  |  |  |  |  |  |  |  |  |  |  |  |  |  |  |  |  |  |  |  |  |  |  |  |  |  |  |  |  |  |  |  |  |  |  |  |  |  |  |  |  |  |  |  |  |  |  |  |  |  |  |  |  |  |  |  |  |  |  |  |  |  |  |  |  |  |  |  |  |  |  |  |  |  |  |  |  |  |  |  |  |  |  |  |  |
| 33 | "Shugo! Vua và Khủng long!!" "Shūgō! Kingu to Kyōryū!!" (シューゴー!キングとキョウリュウ!!)                        | 15 tháng 10 năm 2023 |  |  |  |  |  |  |  |  |  |  |  |  |  |  |  |  |  |  |  |  |  |  |  |  |  |  |  |  |  |  |  |  |  |  |  |  |  |  |  |  |  |  |  |  |  |  |  |  |  |  |  |  |  |  |  |  |  |  |  |  |  |  |  |  |  |  |  |  |  |  |  |  |  |  |  |  |  |  |  |  |  |  |  |  |  |  |  |  |  |  |  |  |  |  |  |  |  |  |  |  |  |  |  |  |  |  |  |  |  |  |  |  |  |  |  |  |  |  |  |  |  |  |  |  |  |  |  |  |  |  |  |  |  |  |  |  |  |  |  |  |  |  |  |  |  |  |  |
| Ohsama Sentai và Kyoryugers hợp sức chống lại Quân đội Deboth mới do Dagded tập hợp. Tập này là phần thứ hai và cũng là phần cuối cùng của tập đặc biệt kết hợp với Zyuden Sentai Kyoryuger, kỷ niệm 10 năm thành lập. | |                      |  |  |  |  |  |  |  |  |  |  |  |  |  |  |  |  |  |  |  |  |  |  |  |  |  |  |  |  |  |  |  |  |  |  |  |  |  |  |  |  |  |  |  |  |  |  |  |  |  |  |  |  |  |  |  |  |  |  |  |  |  |  |  |  |  |  |  |  |  |  |  |  |  |  |  |  |  |  |  |  |  |  |  |  |  |  |  |  |  |  |  |  |  |  |  |  |  |  |  |  |  |  |  |  |  |  |  |  |  |  |  |  |  |  |  |  |  |  |  |  |  |  |  |  |  |  |  |  |  |  |  |  |  |  |  |  |  |  |  |  |  |  |  |  |  |  |  |
| 34 | "Sự phản công của Kamen Shugo" "Shugo Kamen no Gyakushū" (シュゴ仮面の逆襲)                                        | 22 tháng 10 năm 2023 |  |  |  |  |  |  |  |  |  |  |  |  |  |  |  |  |  |  |  |  |  |  |  |  |  |  |  |  |  |  |  |  |  |  |  |  |  |  |  |  |  |  |  |  |  |  |  |  |  |  |  |  |  |  |  |  |  |  |  |  |  |  |  |  |  |  |  |  |  |  |  |  |  |  |  |  |  |  |  |  |  |  |  |  |  |  |  |  |  |  |  |  |  |  |  |  |  |  |  |  |  |  |  |  |  |  |  |  |  |  |  |  |  |  |  |  |  |  |  |  |  |  |  |  |  |  |  |  |  |  |  |  |  |  |  |  |  |  |  |  |  |  |  |  |  |  |  |
| Các chiến binh King-Ohger, cùng với Gabutyra trong hình dạng Minitrya, quay trở lại Chikyu để tiếp tục cuộc chiến với Galactinsects. Nhưng các vị vua biết được rằng Dagded đã giúp một người đàn ông đeo mặt nạ bí ẩn tên là Umbushi chiếm lấy hành tinh này, cho rằng vị vua bù nhìn đó có thể là Racules. | |                      |  |  |  |  |  |  |  |  |  |  |  |  |  |  |  |  |  |  |  |  |  |  |  |  |  |  |  |  |  |  |  |  |  |  |  |  |  |  |  |  |  |  |  |  |  |  |  |  |  |  |  |  |  |  |  |  |  |  |  |  |  |  |  |  |  |  |  |  |  |  |  |  |  |  |  |  |  |  |  |  |  |  |  |  |  |  |  |  |  |  |  |  |  |  |  |  |  |  |  |  |  |  |  |  |  |  |  |  |  |  |  |  |  |  |  |  |  |  |  |  |  |  |  |  |  |  |  |  |  |  |  |  |  |  |  |  |  |  |  |  |  |  |  |  |  |  |  |
| 35 | "Đừng khóc! Lửng chó mặt thộn" "Nakuna Sukapon Tanuki" (泣くなスカポンタヌキ)                                      | 29 tháng 10 năm 2023 |  |  |  |  |  |  |  |  |  |  |  |  |  |  |  |  |  |  |  |  |  |  |  |  |  |  |  |  |  |  |  |  |  |  |  |  |  |  |  |  |  |  |  |  |  |  |  |  |  |  |  |  |  |  |  |  |  |  |  |  |  |  |  |  |  |  |  |  |  |  |  |  |  |  |  |  |  |  |  |  |  |  |  |  |  |  |  |  |  |  |  |  |  |  |  |  |  |  |  |  |  |  |  |  |  |  |  |  |  |  |  |  |  |  |  |  |  |  |  |  |  |  |  |  |  |  |  |  |  |  |  |  |  |  |  |  |  |  |  |  |  |  |  |  |  |  |  |
| Các chiến binh King-Ohger bắt đầu chiến dịch giải phóng vương quốc của họ khỏi Galactinsects tại Nkosopa, nơi nằm dưới sự kiểm soát của Hilbil Lich, người sử dụng công nghệ của Yanma chứa các máy chủ chính của đất nước để tẩy não người dân của mình bằng tai nghe. Yanma kể lại rằng cấp dưới của anh từng thuộc nhóm tội phạm do Suji cầm đầu trước khi cải tạo họ. Hymeno và Rita đã tìm cách giải phóng đất nước quê hương của họ ngoài màn ảnh, trong khi Douga, người đã quyết định đứng về phía Gira hơn là phục vụ Rcules, có thể trốn thoát khỏi Shuggodam đến Gokkan mà không bị phát hiện bằng cách cưỡi vào chân của Thần Tarantula. Để giải phóng người dân của mình, Yanma quyết định thiết lập lại máy chủ Nkosopa trong khi thề sẽ xây dựng lại nó để đối phó với nỗ lực đánh cắp nó của Galactinsect. | |                      |  |  |  |  |  |  |  |  |  |  |  |  |  |  |  |  |  |  |  |  |  |  |  |  |  |  |  |  |  |  |  |  |  |  |  |  |  |  |  |  |  |  |  |  |  |  |  |  |  |  |  |  |  |  |  |  |  |  |  |  |  |  |  |  |  |  |  |  |  |  |  |  |  |  |  |  |  |  |  |  |  |  |  |  |  |  |  |  |  |  |  |  |  |  |  |  |  |  |  |  |  |  |  |  |  |  |  |  |  |  |  |  |  |  |  |  |  |  |  |  |  |  |  |  |  |  |  |  |  |  |  |  |  |  |  |  |  |  |  |  |  |  |  |  |  |  |  |
| 36 | "Chiến lược xem mặt của Himeno" "Himeno no Omiai Daisakusen" (ヒメノのお見合い大作戦)                              | 12 tháng 11 năm 2023 |  |  |  |  |  |  |  |  |  |  |  |  |  |  |  |  |  |  |  |  |  |  |  |  |  |  |  |  |  |  |  |  |  |  |  |  |  |  |  |  |  |  |  |  |  |  |  |  |  |  |  |  |  |  |  |  |  |  |  |  |  |  |  |  |  |  |  |  |  |  |  |  |  |  |  |  |  |  |  |  |  |  |  |  |  |  |  |  |  |  |  |  |  |  |  |  |  |  |  |  |  |  |  |  |  |  |  |  |  |  |  |  |  |  |  |  |  |  |  |  |  |  |  |  |  |  |  |  |  |  |  |  |  |  |  |  |  |  |  |  |  |  |  |  |  |  |  |
| Sau khi giành lại Ishabana ngoài màn ảnh, Himeno bằng cách nào đó đã tổ chức một cuộc thi mai mối để xem ai sẽ cưới cô ấy, nơi một người đàn ông tóc trắng bí ẩn đang cạnh tranh. Tuy nhiên, không ai biết Himeno đang có kế hoạch gì đằng sau cuộc thi này. | |                      |  |  |  |  |  |  |  |  |  |  |  |  |  |  |  |  |  |  |  |  |  |  |  |  |  |  |  |  |  |  |  |  |  |  |  |  |  |  |  |  |  |  |  |  |  |  |  |  |  |  |  |  |  |  |  |  |  |  |  |  |  |  |  |  |  |  |  |  |  |  |  |  |  |  |  |  |  |  |  |  |  |  |  |  |  |  |  |  |  |  |  |  |  |  |  |  |  |  |  |  |  |  |  |  |  |  |  |  |  |  |  |  |  |  |  |  |  |  |  |  |  |  |  |  |  |  |  |  |  |  |  |  |  |  |  |  |  |  |  |  |  |  |  |  |  |  |  |
| 37 | "Cuộc nổi dậy của Iroki" "Iroki no Ran" (イロキの乱)                                                               | 19 tháng 11 năm 2023 |  |  |  |  |  |  |  |  |  |  |  |  |  |  |  |  |  |  |  |  |  |  |  |  |  |  |  |  |  |  |  |  |  |  |  |  |  |  |  |  |  |  |  |  |  |  |  |  |  |  |  |  |  |  |  |  |  |  |  |  |  |  |  |  |  |  |  |  |  |  |  |  |  |  |  |  |  |  |  |  |  |  |  |  |  |  |  |  |  |  |  |  |  |  |  |  |  |  |  |  |  |  |  |  |  |  |  |  |  |  |  |  |  |  |  |  |  |  |  |  |  |  |  |  |  |  |  |  |  |  |  |  |  |  |  |  |  |  |  |  |  |  |  |  |  |  |  |
| Khi biết rằng Grodi đã hồi sinh Iroki và biến Toufu trở lại trạng thái nghèo đói như lần trước dưới sự chuyên chế của cô, Kaguragi nhớ lại cách anh đã đánh bại mụ trong sự kiện Wrath of God khi anh và gia đình từng là những nông dân khiêm tốn và là những người giỏi nhất đất nước, và chỉ có anh mới biết bản chất thực sự đằng sau vẻ ngoài phản diện của Iroki. Mọi người đều nghĩ Iroki không phải là một bạo chúa tham lam, cho đến khi mụ phát hiện ra Grodi đã đầu độc tất cả nguồn cung cấp thực phẩm của đất nước mụ để giết tất cả người dân của cô trong sự kiện Wrath of God. Mụ giả vờ trở thành nhân vật phản diện, bằng cách tịch thu tất cả nguồn cung cấp thực phẩm bị đầu độc bởi Grodi và để cứu người của mụ, đồng thời dàn dựng cái chết của cô ấy, nơi Kaguragi sẽ đến để đền bù để quay trở lại. Thật không may, Kaguragi đã quá muộn để cứu Iroki khỏi việc hy sinh bản thân để ăn thức ăn độc hại thay cho người dân của mình, giống như cô đã đốt cháy lâu đài nơi cô được chôn cất. Mặc dù Kaguragi được chỉ định làm người kế vị mụ, nhưng anh không thể ra lệnh xử tử cô, và buộc phải chứng kiến việc mụ bị giết bởi chất độc của Grodi và xác của mụ bị ngọn lửa của lâu đài thiêu rụi trong nỗi kinh hoàng. Tuy nhiên, kể từ đó, Kaguragi và gia đình đã giữ lời hứa của Iroki là che đậy sự thật đằng sau cái chết của cô cho đến khi tội ác của Grodi bị vạch trần. Khi Iroki bí mật giữ lại sức mạnh ý chí của mình khi Grodi sống lại, nhưng vẫn kết nối với sinh lực của pháp sư chiêu hồn Galactinsect, mụ đã kích động việc Kaguragi không thực hiện mệnh lệnh của mình trong quá khứ, cho phép anh ta có được sự tự tin để hoàn thành những gì mình bắt đầu. Nhờ lời khuyên của Himeno rằng việc phá hủy lưỡi hái của Grodi khiến anh trở thành phàm nhân, Kaguragi cuối cùng đã tiêu diệt được hung thủ, trả thù cho những nạn nhân mà Grodi đã giết trước đó. Sau cái chết của Grodi, Iroki trở lại thế giới bên kia một cách yên bình. Đồng thời, tất cả nguồn cung cấp thực phẩm mà Grodi đầu độc đã bị Kuroko tiêu hủy, qua đó ngăn chặn tội ác lặp đi lặp lại của hắn. | |                      |  |  |  |  |  |  |  |  |  |  |  |  |  |  |  |  |  |  |  |  |  |  |  |  |  |  |  |  |  |  |  |  |  |  |  |  |  |  |  |  |  |  |  |  |  |  |  |  |  |  |  |  |  |  |  |  |  |  |  |  |  |  |  |  |  |  |  |  |  |  |  |  |  |  |  |  |  |  |  |  |  |  |  |  |  |  |  |  |  |  |  |  |  |  |  |  |  |  |  |  |  |  |  |  |  |  |  |  |  |  |  |  |  |  |  |  |  |  |  |  |  |  |  |  |  |  |  |  |  |  |  |  |  |  |  |  |  |  |  |  |  |  |  |  |  |  |  |
| 38 | "Màn ra mắt của Idol Không lay chuyển" "Fudō no Aidoru Debyū" (不動のアイドルデビュー)                             | 19 tháng 11 năm 2023 |  |  |  |  |  |  |  |  |  |  |  |  |  |  |  |  |  |  |  |  |  |  |  |  |  |  |  |  |  |  |  |  |  |  |  |  |  |  |  |  |  |  |  |  |  |  |  |  |  |  |  |  |  |  |  |  |  |  |  |  |  |  |  |  |  |  |  |  |  |  |  |  |  |  |  |  |  |  |  |  |  |  |  |  |  |  |  |  |  |  |  |  |  |  |  |  |  |  |  |  |  |  |  |  |  |  |  |  |  |  |  |  |  |  |  |  |  |  |  |  |  |  |  |  |  |  |  |  |  |  |  |  |  |  |  |  |  |  |  |  |  |  |  |  |  |  |  |
| Galactinsects Goma và Minongan tổ chức một cuộc thi hát thần tượng tại Gokkan. Trước sự ngạc nhiên của mọi người, Chánh án Rita tình cờ là một trong những thí sinh tình nguyện, khiến các quốc vương khác lo lắng không biết người đồng đội khắc kỷ của họ sẽ giành chiến thắng trong cuộc thi như thế nào. | |                      |  |  |  |  |  |  |  |  |  |  |  |  |  |  |  |  |  |  |  |  |  |  |  |  |  |  |  |  |  |  |  |  |  |  |  |  |  |  |  |  |  |  |  |  |  |  |  |  |  |  |  |  |  |  |  |  |  |  |  |  |  |  |  |  |  |  |  |  |  |  |  |  |  |  |  |  |  |  |  |  |  |  |  |  |  |  |  |  |  |  |  |  |  |  |  |  |  |  |  |  |  |  |  |  |  |  |  |  |  |  |  |  |  |  |  |  |  |  |  |  |  |  |  |  |  |  |  |  |  |  |  |  |  |  |  |  |  |  |  |  |  |  |  |  |  |  |  |
| 39 | "Trận chiến chiếm lại đỉnh cao của Nkosopa" "Nkosopa Chōjō Kessen" (ンコソパ頂上決戦)                              | 26 tháng 11 năm 2023 |  |  |  |  |  |  |  |  |  |  |  |  |  |  |  |  |  |  |  |  |  |  |  |  |  |  |  |  |  |  |  |  |  |  |  |  |  |  |  |  |  |  |  |  |  |  |  |  |  |  |  |  |  |  |  |  |  |  |  |  |  |  |  |  |  |  |  |  |  |  |  |  |  |  |  |  |  |  |  |  |  |  |  |  |  |  |  |  |  |  |  |  |  |  |  |  |  |  |  |  |  |  |  |  |  |  |  |  |  |  |  |  |  |  |  |  |  |  |  |  |  |  |  |  |  |  |  |  |  |  |  |  |  |  |  |  |  |  |  |  |  |  |  |  |  |  |  |
| Lạ thay, Yanma trước đây đã tạo ra một siêu máy tính dự phòng mà Rita đã tịch thu trước cuộc xâm lược của Galactinsects và mua lại nó để khôi phục vương quốc của mình. Tuy nhiên, Ohsama Sentai trước tiên phải đối phó với lũ hề Galactinsect đã tập hợp lại. | |                      |  |  |  |  |  |  |  |  |  |  |  |  |  |  |  |  |  |  |  |  |  |  |  |  |  |  |  |  |  |  |  |  |  |  |  |  |  |  |  |  |  |  |  |  |  |  |  |  |  |  |  |  |  |  |  |  |  |  |  |  |  |  |  |  |  |  |  |  |  |  |  |  |  |  |  |  |  |  |  |  |  |  |  |  |  |  |  |  |  |  |  |  |  |  |  |  |  |  |  |  |  |  |  |  |  |  |  |  |  |  |  |  |  |  |  |  |  |  |  |  |  |  |  |  |  |  |  |  |  |  |  |  |  |  |  |  |  |  |  |  |  |  |  |  |  |  |  |
| 40 | "Ta là Vua và Hoàng tử" "Ware wa Ō de Ōji nari" (我は王で王子なり)                                                 | 10 tháng 12 năm 2023 |  |  |  |  |  |  |  |  |  |  |  |  |  |  |  |  |  |  |  |  |  |  |  |  |  |  |  |  |  |  |  |  |  |  |  |  |  |  |  |  |  |  |  |  |  |  |  |  |  |  |  |  |  |  |  |  |  |  |  |  |  |  |  |  |  |  |  |  |  |  |  |  |  |  |  |  |  |  |  |  |  |  |  |  |  |  |  |  |  |  |  |  |  |  |  |  |  |  |  |  |  |  |  |  |  |  |  |  |  |  |  |  |  |  |  |  |  |  |  |  |  |  |  |  |  |  |  |  |  |  |  |  |  |  |  |  |  |  |  |  |  |  |  |  |  |  |  |
| Gira buộc phải đối phó với Racules khi anh ta tấn công Shugoddam trong nỗ lực giành lấy vị trí của mình trong Galectasects bằng cách tàn sát mọi người trên Chikyu. Các quốc vương khác không thể tham gia cùng anh ta do bị thương liên tục do tác dụng phụ của việc nâng cấp. Tuy nhiên, Daigoro đến để giúp Gira trong khi tìm kiếm Gabutyra, cùng họ biết được sự thật đằng sau khả năng giao tiếp của Gira với các Shugods. | |                      |  |  |  |  |  |  |  |  |  |  |  |  |  |  |  |  |  |  |  |  |  |  |  |  |  |  |  |  |  |  |  |  |  |  |  |  |  |  |  |  |  |  |  |  |  |  |  |  |  |  |  |  |  |  |  |  |  |  |  |  |  |  |  |  |  |  |  |  |  |  |  |  |  |  |  |  |  |  |  |  |  |  |  |  |  |  |  |  |  |  |  |  |  |  |  |  |  |  |  |  |  |  |  |  |  |  |  |  |  |  |  |  |  |  |  |  |  |  |  |  |  |  |  |  |  |  |  |  |  |  |  |  |  |  |  |  |  |  |  |  |  |  |  |  |  |  |  |
| 41 | "Đã tới lúc cứu lấy vũ trụ" "Uchū o Sukū Toki" (宇宙を救う時)                                                      | 17 tháng 12 năm 2023 |  |  |  |  |  |  |  |  |  |  |  |  |  |  |  |  |  |  |  |  |  |  |  |  |  |  |  |  |  |  |  |  |  |  |  |  |  |  |  |  |  |  |  |  |  |  |  |  |  |  |  |  |  |  |  |  |  |  |  |  |  |  |  |  |  |  |  |  |  |  |  |  |  |  |  |  |  |  |  |  |  |  |  |  |  |  |  |  |  |  |  |  |  |  |  |  |  |  |  |  |  |  |  |  |  |  |  |  |  |  |  |  |  |  |  |  |  |  |  |  |  |  |  |  |  |  |  |  |  |  |  |  |  |  |  |  |  |  |  |  |  |  |  |  |  |  |  |
| Racules thách đấu Gira trong trận quyết đấu cuối cùng. Grodi cũng tiết lộ rằng Daigorg đã hồi sinh. Yanma có thể ngăn quả bom phá hủy ngai vàng của quốc vương, bất chấp sự can thiệp nhỏ từ Hilbil, người đã tẩy não Shiokara trong thời gian ngắn. Ban đầu Kaguragi nghĩ rằng đã phản bội Ohsama Sentai và cố tình hỗ trợ Racules, nhưng hắn bất ngờ tấn công Dagded sau khi thuyết phục sinh vật này truyền sức mạnh giết chết các vị thần vào thanh kiếm của mình để anh ta có thể kết liễu Gira. Tiết lộ rằng mọi việc hắn làm đều được anh chị em nhà Dybowski thực hiện để tiêu diệt Galactinsects, Racules bảo Gira hãy đứng lên để họ có thể cùng nhau cứu vũ trụ. | |                      |  |  |  |  |  |  |  |  |  |  |  |  |  |  |  |  |  |  |  |  |  |  |  |  |  |  |  |  |  |  |  |  |  |  |  |  |  |  |  |  |  |  |  |  |  |  |  |  |  |  |  |  |  |  |  |  |  |  |  |  |  |  |  |  |  |  |  |  |  |  |  |  |  |  |  |  |  |  |  |  |  |  |  |  |  |  |  |  |  |  |  |  |  |  |  |  |  |  |  |  |  |  |  |  |  |  |  |  |  |  |  |  |  |  |  |  |  |  |  |  |  |  |  |  |  |  |  |  |  |  |  |  |  |  |  |  |  |  |  |  |  |  |  |  |  |  |  |
| 42 | "Bí mật của vua Racules" "Rakuresu-ō no Himitsu" (ラクレス王の秘密)                                                | 24 tháng 12 năm 2023 |  |  |  |  |  |  |  |  |  |  |  |  |  |  |  |  |  |  |  |  |  |  |  |  |  |  |  |  |  |  |  |  |  |  |  |  |  |  |  |  |  |  |  |  |  |  |  |  |  |  |  |  |  |  |  |  |  |  |  |  |  |  |  |  |  |  |  |  |  |  |  |  |  |  |  |  |  |  |  |  |  |  |  |  |  |  |  |  |  |  |  |  |  |  |  |  |  |  |  |  |  |  |  |  |  |  |  |  |  |  |  |  |  |  |  |  |  |  |  |  |  |  |  |  |  |  |  |  |  |  |  |  |  |  |  |  |  |  |  |  |  |  |  |  |  |  |  |
| Khi Racules được tiết lộ chính là người mà Gira biết, hắn ta tiết lộ lý do thực sự tại sao hắn bắt đầu hành động như một vị vua phản diện cho đến ngày nay, là khi anh ta phát hiện ra nguồn gốc của Gira và những gì Galactinsects đã làm kể từ đó. Sự kiện Cơn thịnh nộ của Chúa. Tuy nhiên, Racules vẫn coi Gira như anh trai mình, mặc dù không cùng huyết thống, trước khi bắt đầu kế hoạch giả chết "anh trai" của mình, nơi hắn vẫn an toàn tại trại trẻ mồ côi trước tai mắt của Galactinsects trong 15 năm. | |                      |  |  |  |  |  |  |  |  |  |  |  |  |  |  |  |  |  |  |  |  |  |  |  |  |  |  |  |  |  |  |  |  |  |  |  |  |  |  |  |  |  |  |  |  |  |  |  |  |  |  |  |  |  |  |  |  |  |  |  |  |  |  |  |  |  |  |  |  |  |  |  |  |  |  |  |  |  |  |  |  |  |  |  |  |  |  |  |  |  |  |  |  |  |  |  |  |  |  |  |  |  |  |  |  |  |  |  |  |  |  |  |  |  |  |  |  |  |  |  |  |  |  |  |  |  |  |  |  |  |  |  |  |  |  |  |  |  |  |  |  |  |  |  |  |  |  |  |
| 43 | "Trọng tội của Bá vương" "Haō no Taizai" (覇王の大罪)                                                              | 7 tháng 1 năm 2024   |  |  |  |  |  |  |  |  |  |  |  |  |  |  |  |  |  |  |  |  |  |  |  |  |  |  |  |  |  |  |  |  |  |  |  |  |  |  |  |  |  |  |  |  |  |  |  |  |  |  |  |  |  |  |  |  |  |  |  |  |  |  |  |  |  |  |  |  |  |  |  |  |  |  |  |  |  |  |  |  |  |  |  |  |  |  |  |  |  |  |  |  |  |  |  |  |  |  |  |  |  |  |  |  |  |  |  |  |  |  |  |  |  |  |  |  |  |  |  |  |  |  |  |  |  |  |  |  |  |  |  |  |  |  |  |  |  |  |  |  |  |  |  |  |  |  |  |
| Sau khi bình phục vết thương, Racules chuẩn bị làm chứng trước Rita về sự thật đen tối đằng sau việc Shuggodam đối phó với Galactinsects và cách hắn cứu Gira khỏi trở thành vua bù nhìn của người ngoài hành tinh. Nhưng bên ngoài phòng xử án, những kẻ pha trò đã khiến các vị vua khác trở lại tuổi mười bảy, trong khi hầu hết dân thường đều trở thành người già. | |                      |  |  |  |  |  |  |  |  |  |  |  |  |  |  |  |  |  |  |  |  |  |  |  |  |  |  |  |  |  |  |  |  |  |  |  |  |  |  |  |  |  |  |  |  |  |  |  |  |  |  |  |  |  |  |  |  |  |  |  |  |  |  |  |  |  |  |  |  |  |  |  |  |  |  |  |  |  |  |  |  |  |  |  |  |  |  |  |  |  |  |  |  |  |  |  |  |  |  |  |  |  |  |  |  |  |  |  |  |  |  |  |  |  |  |  |  |  |  |  |  |  |  |  |  |  |  |  |  |  |  |  |  |  |  |  |  |  |  |  |  |  |  |  |  |  |  |  |
| 44 | "Chức danh Đức vua! Tân liên minh Lục Vương quốc" "Ō no Akashi! Shin no Roku Ōkoku Dōmei" (王の証！真の六王国同盟) | 14 tháng 1 năm 2024  |  |  |  |  |  |  |  |  |  |  |  |  |  |  |  |  |  |  |  |  |  |  |  |  |  |  |  |  |  |  |  |  |  |  |  |  |  |  |  |  |  |  |  |  |  |  |  |  |  |  |  |  |  |  |  |  |  |  |  |  |  |  |  |  |  |  |  |  |  |  |  |  |  |  |  |  |  |  |  |  |  |  |  |  |  |  |  |  |  |  |  |  |  |  |  |  |  |  |  |  |  |  |  |  |  |  |  |  |  |  |  |  |  |  |  |  |  |  |  |  |  |  |  |  |  |  |  |  |  |  |  |  |  |  |  |  |  |  |  |  |  |  |  |  |  |  |  |
| Là một phần trong quá trình phục hồi của mình để loại bỏ những kẻ pha trò Galactinsect còn lại, để ngăn chặn sự hồi sinh của Dagded, Rcules bắt đầu bằng việc hỗ trợ vương quốc Nkosopa, đồng thời tiết lộ sức mạnh của sáu Bằng chứng của Vua trong Ohsama Sentai để chấm dứt âm mưu xấu xa của người ngoài hành tinh. Rcules cảnh báo Ohsama Sentai rằng việc dựa vào sức mạnh của Kings' Proof sẽ khiến người dùng phát điên, như đã được chứng minh khi Yanma gần đây gần như chuẩn bị tiêu diệt Shugoddam và quê hương của hắn, cho đến khi Gira đánh thức hắn trở lại bình thường. Ngược lại với Kaguragi, khả năng miễn dịch của Gira trước việc tẩy não của Hilbil là do ảnh hưởng của việc sinh ra hắn do Dagded gây ra. Khi Jramie cố gắng tránh bị Hilbil tẩy não, hắn và Kaguragi chơi khăm để giải thoát Rita và Hymeno khỏi sự kiểm soát của tên hề. Khi Yanma, Hymeno và Rita tỉnh lại, Ohsama Sentai hình thành King-Ohger được tăng cường sức mạnh để chống lại các cuộc tấn công của Hilbil và giết cô ấy. | |                      |  |  |  |  |  |  |  |  |  |  |  |  |  |  |  |  |  |  |  |  |  |  |  |  |  |  |  |  |  |  |  |  |  |  |  |  |  |  |  |  |  |  |  |  |  |  |  |  |  |  |  |  |  |  |  |  |  |  |  |  |  |  |  |  |  |  |  |  |  |  |  |  |  |  |  |  |  |  |  |  |  |  |  |  |  |  |  |  |  |  |  |  |  |  |  |  |  |  |  |  |  |  |  |  |  |  |  |  |  |  |  |  |  |  |  |  |  |  |  |  |  |  |  |  |  |  |  |  |  |  |  |  |  |  |  |  |  |  |  |  |  |  |  |  |  |  |  |
| 45 | "Những người kế vị ngôi vương" "Ō wo Tsugu Mono-tachi" (王を継ぐ者たち)                                            | 21 tháng 1 năm 2024  |  |  |  |  |  |  |  |  |  |  |  |  |  |  |  |  |  |  |  |  |  |  |  |  |  |  |  |  |  |  |  |  |  |  |  |  |  |  |  |  |  |  |  |  |  |  |  |  |  |  |  |  |  |  |  |  |  |  |  |  |  |  |  |  |  |  |  |  |  |  |  |  |  |  |  |  |  |  |  |  |  |  |  |  |  |  |  |  |  |  |  |  |  |  |  |  |  |  |  |  |  |  |  |  |  |  |  |  |  |  |  |  |  |  |  |  |  |  |  |  |  |  |  |  |  |  |  |  |  |  |  |  |  |  |  |  |  |  |  |  |  |  |  |  |  |  |  |
| Mặc dù Hilbil cuối cùng đã bị tiêu diệt, Dagded hồi sinh đã khóa Chikyu lại trong thời điểm tuyệt vọng và cam chịu nhất của họ để thêm nó vào "bộ sưu tập" của mình. Dagded, sau đó ra lệnh cho Minongan biến tâm lý của hầu hết người dân, bao gồm cả một trong những thành viên Ohsama Sentai thành tâm lý của trẻ em. | |                      |  |  |  |  |  |  |  |  |  |  |  |  |  |  |  |  |  |  |  |  |  |  |  |  |  |  |  |  |  |  |  |  |  |  |  |  |  |  |  |  |  |  |  |  |  |  |  |  |  |  |  |  |  |  |  |  |  |  |  |  |  |  |  |  |  |  |  |  |  |  |  |  |  |  |  |  |  |  |  |  |  |  |  |  |  |  |  |  |  |  |  |  |  |  |  |  |  |  |  |  |  |  |  |  |  |  |  |  |  |  |  |  |  |  |  |  |  |  |  |  |  |  |  |  |  |  |  |  |  |  |  |  |  |  |  |  |  |  |  |  |  |  |  |  |  |  |  |
| 46 | "Thấu hiểu vẻ đẹp của sự sống" "Inochi no Utsukushisa wo Shire" (命の美しさを知れ)                                 | 28 tháng 1 năm 2024  |  |  |  |  |  |  |  |  |  |  |  |  |  |  |  |  |  |  |  |  |  |  |  |  |  |  |  |  |  |  |  |  |  |  |  |  |  |  |  |  |  |  |  |  |  |  |  |  |  |  |  |  |  |  |  |  |  |  |  |  |  |  |  |  |  |  |  |  |  |  |  |  |  |  |  |  |  |  |  |  |  |  |  |  |  |  |  |  |  |  |  |  |  |  |  |  |  |  |  |  |  |  |  |  |  |  |  |  |  |  |  |  |  |  |  |  |  |  |  |  |  |  |  |  |  |  |  |  |  |  |  |  |  |  |  |  |  |  |  |  |  |  |  |  |  |  |  |
| Với việc Minongan đã bị phong ấn bởi nỗ lực chung của cả Rita và Kaguragi, Grodi là người tiếp theo. Hyemno yêu cầu Jerami giúp đỡ chống lại kẻ sát hại cha mẹ cô. | |                      |  |  |  |  |  |  |  |  |  |  |  |  |  |  |  |  |  |  |  |  |  |  |  |  |  |  |  |  |  |  |  |  |  |  |  |  |  |  |  |  |  |  |  |  |  |  |  |  |  |  |  |  |  |  |  |  |  |  |  |  |  |  |  |  |  |  |  |  |  |  |  |  |  |  |  |  |  |  |  |  |  |  |  |  |  |  |  |  |  |  |  |  |  |  |  |  |  |  |  |  |  |  |  |  |  |  |  |  |  |  |  |  |  |  |  |  |  |  |  |  |  |  |  |  |  |  |  |  |  |  |  |  |  |  |  |  |  |  |  |  |  |  |  |  |  |  |  |
| 47 | "Vị thần im lặng" "Kami wo Damarasero" (神を黙らせ)                                                                | 4 tháng 2 năm 2024   |  |  |  |  |  |  |  |  |  |  |  |  |  |  |  |  |  |  |  |  |  |  |  |  |  |  |  |  |  |  |  |  |  |  |  |  |  |  |  |  |  |  |  |  |  |  |  |  |  |  |  |  |  |  |  |  |  |  |  |  |  |  |  |  |  |  |  |  |  |  |  |  |  |  |  |  |  |  |  |  |  |  |  |  |  |  |  |  |  |  |  |  |  |  |  |  |  |  |  |  |  |  |  |  |  |  |  |  |  |  |  |  |  |  |  |  |  |  |  |  |  |  |  |  |  |  |  |  |  |  |  |  |  |  |  |  |  |  |  |  |  |  |  |  |  |  |  |
| Kế hoạch mang lại sự sống thực sự cho Grodi của Hymeno đã phản tác dụng khi anh nhận được sức mạnh tăng cường và giải phóng một Cơn thịnh nộ khác của Chúa trong trạng thái điên loạn. Rcules gia nhập Ohsama Sentai để ngăn chặn Cơn thịnh nộ thứ hai của Chúa và tiêu diệt tên gọi hồn đã chết cùng với God King-Ohger. Mặc dù Grodi mong muốn được chết nhưng anh lại thấy mình bị các nạn nhân của mình hành hạ vĩnh viễn tại Hakabaka vì vô số tội ác của mình. Chỉ còn lại Kamejim và Dagded, sau này tiết lộ rằng Gira có ý định trở thành Grodi thứ hai thông qua nỗ lực phản bội của Caucus và tiêu diệt Chikyu giống như Grodi đã làm với hành tinh mà Bug Naraku có nguồn gốc từ đó. | |                      |  |  |  |  |  |  |  |  |  |  |  |  |  |  |  |  |  |  |  |  |  |  |  |  |  |  |  |  |  |  |  |  |  |  |  |  |  |  |  |  |  |  |  |  |  |  |  |  |  |  |  |  |  |  |  |  |  |  |  |  |  |  |  |  |  |  |  |  |  |  |  |  |  |  |  |  |  |  |  |  |  |  |  |  |  |  |  |  |  |  |  |  |  |  |  |  |  |  |  |  |  |  |  |  |  |  |  |  |  |  |  |  |  |  |  |  |  |  |  |  |  |  |  |  |  |  |  |  |  |  |  |  |  |  |  |  |  |  |  |  |  |  |  |  |  |  |  |
| 48 | "Vĩnh biệt, những người dân thân yêu" "Saraba, Shin'ai Naru Tami yo" (さらば、親愛なる民よ)                        | 11 tháng 2 năm 2024  |  |  |  |  |  |  |  |  |  |  |  |  |  |  |  |  |  |  |  |  |  |  |  |  |  |  |  |  |  |  |  |  |  |  |  |  |  |  |  |  |  |  |  |  |  |  |  |  |  |  |  |  |  |  |  |  |  |  |  |  |  |  |  |  |  |  |  |  |  |  |  |  |  |  |  |  |  |  |  |  |  |  |  |  |  |  |  |  |  |  |  |  |  |  |  |  |  |  |  |  |  |  |  |  |  |  |  |  |  |  |  |  |  |  |  |  |  |  |  |  |  |  |  |  |  |  |  |  |  |  |  |  |  |  |  |  |  |  |  |  |  |  |  |  |  |  |  |
| Mặc dù Grodi đã bị xử lý nhưng có thông tin tiết lộ rằng Cơn thịnh nộ của các vị thần thứ hai chỉ là bước khởi đầu cho kế hoạch cuối cùng của Dagded. Trong khi tất cả công dân của Chikyu bắt đầu lấy đồ đạc của họ và sơ tán khỏi hành tinh, Ohsama Sentai tham gia vào trận chiến cuối cùng khó khăn chống lại Dagded. | |                      |  |  |  |  |  |  |  |  |  |  |  |  |  |  |  |  |  |  |  |  |  |  |  |  |  |  |  |  |  |  |  |  |  |  |  |  |  |  |  |  |  |  |  |  |  |  |  |  |  |  |  |  |  |  |  |  |  |  |  |  |  |  |  |  |  |  |  |  |  |  |  |  |  |  |  |  |  |  |  |  |  |  |  |  |  |  |  |  |  |  |  |  |  |  |  |  |  |  |  |  |  |  |  |  |  |  |  |  |  |  |  |  |  |  |  |  |  |  |  |  |  |  |  |  |  |  |  |  |  |  |  |  |  |  |  |  |  |  |  |  |  |  |  |  |  |  |  |
| 49 | "Đức Vương ở đây" "Ō wa Koko ni Iru" (王はここにいる)                                                              | 18 tháng 2 năm 2024  |  |  |  |  |  |  |  |  |  |  |  |  |  |  |  |  |  |  |  |  |  |  |  |  |  |  |  |  |  |  |  |  |  |  |  |  |  |  |  |  |  |  |  |  |  |  |  |  |  |  |  |  |  |  |  |  |  |  |  |  |  |  |  |  |  |  |  |  |  |  |  |  |  |  |  |  |  |  |  |  |  |  |  |  |  |  |  |  |  |  |  |  |  |  |  |  |  |  |  |  |  |  |  |  |  |  |  |  |  |  |  |  |  |  |  |  |  |  |  |  |  |  |  |  |  |  |  |  |  |  |  |  |  |  |  |  |  |  |  |  |  |  |  |  |  |  |  |
| Thay vì đứng ngoài quan sát và biết rằng Ohsama Sentai sẽ không chống lại sức mạnh của Dagded khi trốn thoát khỏi Chikyu, công dân của nó quyết định quay trở lại để hỗ trợ các thủ lĩnh của họ chống lại Galactinsect, với sự giúp đỡ từ Desnarak đã hồi sinh, người cùng với Rcules đang nhắm đến việc trả thù. về cánh tay phải của Dagded, Kamejim. | |                      |  |  |  |  |  |  |  |  |  |  |  |  |  |  |  |  |  |  |  |  |  |  |  |  |  |  |  |  |  |  |  |  |  |  |  |  |  |  |  |  |  |  |  |  |  |  |  |  |  |  |  |  |  |  |  |  |  |  |  |  |  |  |  |  |  |  |  |  |  |  |  |  |  |  |  |  |  |  |  |  |  |  |  |  |  |  |  |  |  |  |  |  |  |  |  |  |  |  |  |  |  |  |  |  |  |  |  |  |  |  |  |  |  |  |  |  |  |  |  |  |  |  |  |  |  |  |  |  |  |  |  |  |  |  |  |  |  |  |  |  |  |  |  |  |  |  |  |
| Cuối | "Chúng ta sẽ thống trị thế giới" "Oresama-tachi ga Sekai wo Shihai Suru" (俺様たちが世界を支配する)                | 25 tháng 2 năm 2024  |  |  |  |  |  |  |  |  |  |  |  |  |  |  |  |  |  |  |  |  |  |  |  |  |  |  |  |  |  |  |  |  |  |  |  |  |  |  |  |  |  |  |  |  |  |  |  |  |  |  |  |  |  |  |  |  |  |  |  |  |  |  |  |  |  |  |  |  |  |  |  |  |  |  |  |  |  |  |  |  |  |  |  |  |  |  |  |  |  |  |  |  |  |  |  |  |  |  |  |  |  |  |  |  |  |  |  |  |  |  |  |  |  |  |  |  |  |  |  |  |  |  |  |  |  |  |  |  |  |  |  |  |  |  |  |  |  |  |  |  |  |  |  |  |  |  |  |
| Sau khi bình phục vết thương nghiêm trọng trong khi đồng minh của họ chiến đấu với những người hầu còn lại của Galactinsects, Ohsama Sentai nhận được King's Proof thay thế cho King-Ohger của họ để đánh bại Dagded, nhờ lời khuyên của Lainior. | |                      |  |  |  |  |  |  |  |  |  |  |  |  |  |  |  |  |  |  |  |  |  |  |  |  |  |  |  |  |  |  |  |  |  |  |  |  |  |  |  |  |  |  |  |  |  |  |  |  |  |  |  |  |  |  |  |  |  |  |  |  |  |  |  |  |  |  |  |  |  |  |  |  |  |  |  |  |  |  |  |  |  |  |  |  |  |  |  |  |  |  |  |  |  |  |  |  |  |  |  |  |  |  |  |  |  |  |  |  |  |  |  |  |  |  |  |  |  |  |  |  |  |  |  |  |  |  |  |  |  |  |  |  |  |  |  |  |  |  |  |  |  |  |  |  |  |  |  |

## Phim điện ảnh
Ohsama Sentai King-Ohger the Movie: Cuộc phiêu lưu chốn Thiên đường (映画 王様戦隊キングオージャー アドベンチャー・ヘブン Eiga Ōsama Sentai Kinguōjā Adobenchā Hebun) là một bộ phim ra mắt tại các rạp Nhật Bản vào ngày 28 tháng 7 năm 2023, được công chiếu song song với bộ phim Kamen Rider Geats the Movie: 4 quân bài Át & Black Fox.

## Diễn viên
- Gira Hastie: Taisei Sakai (酒井 大成 Sakai Taisei)[3][17]
- Yanma Gust: Aoto Watanabe (渡辺 碧斗 Watanabe Aoto)[3][17]
- Hymeno Ran: Erica Murakami (村上 愛花 Murakami Erika?)[3][17]
- Rita Kaniska: Yuzuki Hirakawa (平川 結月 Hirakawa Yuzuki?)[3][17]
- Kaguragi Dybowski: So Kaku (佳久 創 Kaku Sō?)[3][17]
- Jeramie Brasieri: Ikeda Masashi (池田 匡志 Masashi Ikeda?)[3][17]
- Racles Hastie: Masato Yano (矢野 聖人 Yano Masato?)[3][17]
- Duga: Yutaka Morioka (森岡 豊 Morioka Yutaka?)[77]
- Bocimar: Jubun Fukuzawa (福澤 重文 Fukuzawa Jūbun?)[77]
- Shiokara: Yuhei Chiwata (千綿 勇平 Chiwata Yūhei?)[78]
- Sebastian: Hiroto Yoshimitsu (吉満 寛人 Yoshimitsu Hiroto?)[78]
- Morfonia: Kasumi Hasegawa (長谷川 かすみ Hasegawa Kasumi?)[78]
- Kogane: Anna Hoshino (星乃 あんな Hoshino An'na?)[79]
- Bun: Minato Kiso (木曽 源 Kiso Minato?)[79]
- Akka: Hokuto Minami (南 北斗 Minami Hokuto?)[79]
- Usuba: Kaito Okano (岡野 海斗 Okano Kaito?)[79]
- Mayuta: Nagisa Hayakawa (早川 渚紗 Hayakawa Nagisa?)[79]
- Desnarak VIII (Lồng tiếng): Tomoyuki Shimura (志村 知幸 Shimura Tomoyuki?)[3]
- Prime Minister Kamejim (Âm thanh): Shin-ichiro Miki (三木 眞一郎 Miki Shin'ichiro?)[3]
- Ohger Calibur (Lồng tiếng): Kishō Taniyama (谷山 紀章 Taniyama Kishō?)[80]

## Nhạc phim
- Zenryoku King (全力キング (Vị vua đầy quyền lực) Zenryoku Kingu?, lit. Full Power King)[81]
  - Sáng tác và Phối khí: Kentaro Sonoda (園田 健太郎 Sonoda Kentarō?)[81]
  - Lời và Trình bày: Takayuki Furukawa (古川 貴之 Furukawa Takayuki?)[81]